# Wurzen
Wurzen ist eine Große Kreisstadt im Nordosten des Landkreises Leipzig in Sachsen. Die im Jahre 961 erstmals erwähnte Stadt ist Zentrum und Namensgeberin des Wurzener Landes. Ende des 15. Jahrhunderts verlegten die Meißner Bischöfe ihre Residenz nach Wurzen, die Kirche des Kollegiatstifts wird seitdem als Dom bezeichnet. Als Geburtsort des Dichters Joachim Ringelnatz führt die Stadt inoffiziell den Beinamen Ringelnatzstadt.
Der Name „Wurzen“ leitet sich wahrscheinlich vom slawischen Wort „*wǫrcь“ oder „*wǫrce“ ab, was „Höhe“ oder „Erhebung“ bedeutet. Der Name bezeichnete den kleinen Hügel im Tal der Mulde, auf dem die Stadt liegt. Im Laufe der Zeit wurde der slawische Name in die deutsche Sprache übernommen und blieb als „Wurzen“ bestehen.

## Geographie
Wurzen liegt am östlichen Hochufer der Mulde, etwa 30 Kilometer östlich von Leipzig, an der ältesten deutschen Ferneisenbahnlinie Leipzig–Dresden und an der Bundesstraße 6. Die B 107 verläuft westlich der Stadt. Im Südosten grenzt das Stadtgebiet an den Wermsdorfer Forst. Der dort entspringende Mühlbach fließt durch das Stadtgebiet. Die etwa 15 km südlich der Stadt verlaufende A 14 ist über den Anschluss Grimma zu erreichen.

## Ortsgliederung
- Wurzen (Stadt)
- Dehnitz
- Nemt
- Roitzsch
- Kühren
- Burkartshain
- Birkenhof
- Kornhain
- Mühlbach
- Nitzschka
- Oelschütz
- Pyrna
- Sachsendorf
- Streuben
- Trebelshain
- Wäldgen

## Geschichte

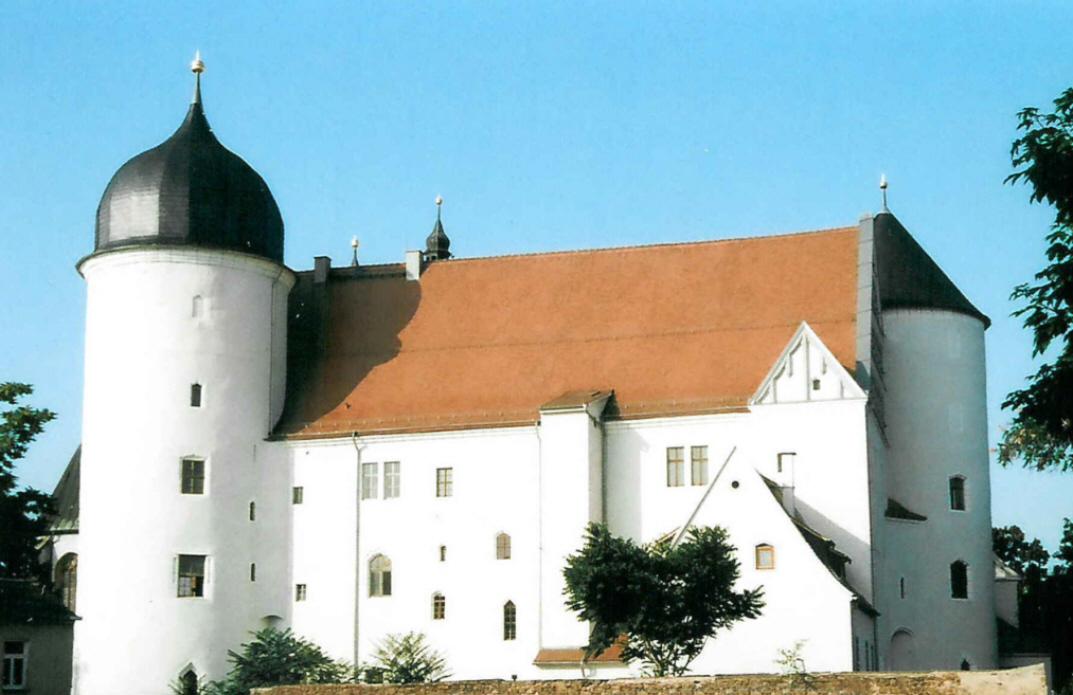
Schloss

Karte von Wurzen (1745)

Auf der Wurzener Stadtflur konnte durch jüngere archäologische Grabungen im Crostigall eine Siedlungskontinuität von etwa 6000 Jahren nachgewiesen werden.

Die ältesten Siedlungszellen der heutigen Stadt sind – wie der Ortsname – slawischen Ursprungs.

### Mittelalter
Wurzen wird erstmals 961 in einer Urkunde Ottos I. als Vurcine und Civitas erwähnt. Die Burg und die Marktsiedlung bezogen ihre Bedeutung aus ihrer Lage am Übergang der Via Regia über den Fluss Mulde und deren Kreuzung mit einer alten Salzstraße von Halle nach Prag. Wurzen gehörte zeitweise zum Bistum Merseburg und kam nach 995 an das Bistum Meißen. Bischof Herwig gründete 1114 das Kollegiatstift Wurzen, das im 16. Jahrhundert protestantisch wurde und noch besteht (Domkapitel). Eine Marktsiedlung wurde östlich der älteren Burgsiedlung um 1150 von den Bischöfen von Meißen angelegt. Der Landesausbau, vor allem durch die Ansiedlung von Bauern aus den westlichen Reichsgebieten
und die Schaffung einer eigenen weltlichen Territorialherrschaft (Wurzener Land), ließen die Rolle der neu gegründeten Marktsiedlung als zentralen Ort rasch wachsen.

### Frühe Neuzeit
Die Entwicklung der Stadt erreichte im 15. und 16. Jahrhundert einen Höhepunkt, als die Bischöfe von Meißen zeitweise hier residierten und eine nennenswerte Bautätigkeit entfalteten (Schloss, Domerweiterung, Stadtkirche St. Wenceslai). Nach der Teilung der wettinischen Lande (1485) wurde die Schutzherrschaft über Wurzen und das Wurzener Land von den Ernestinern und Albertinern gemeinsam ausgeübt. Beide Linien waren letztlich auf eine Säkularisation des bischöflichen Territoriums aus, was u. a. 1542 zur sogenannten „Wurzener Fehde“ („Fladenkrieg“) führte. Wurzen und das die Stadt hauptsächlich östlich der Mulde umgebende sogenannte „Wurzener Land“ gehörten bis 1581 nicht zu den wettinischen Landen, sondern waren weltlicher Besitz der Bischöfe von Meißen, die mehrmals, seit 1487 immer häufiger und länger, in Wurzen residierten. Auch nach der „Kapitulation“ und „Resignation“ des letzten Bischofs Johann von Haugwitz 1581 wurde das Gebiet noch bis 1818 von einer eigens eingesetzten kursächsischen Stiftsregierung verwaltet. Erst danach kam das Wurzener Land als Amtsbezirk im eigentlichen Sinne zu Sachsen.

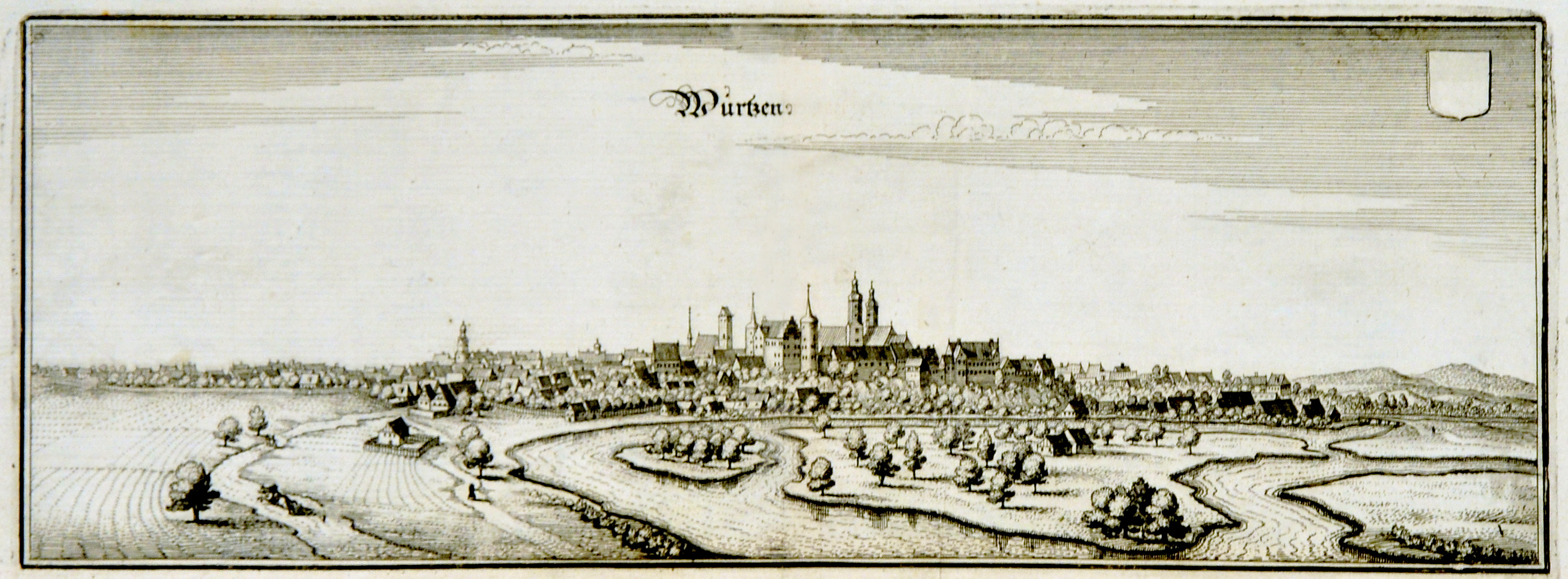
Wurzen um 1650

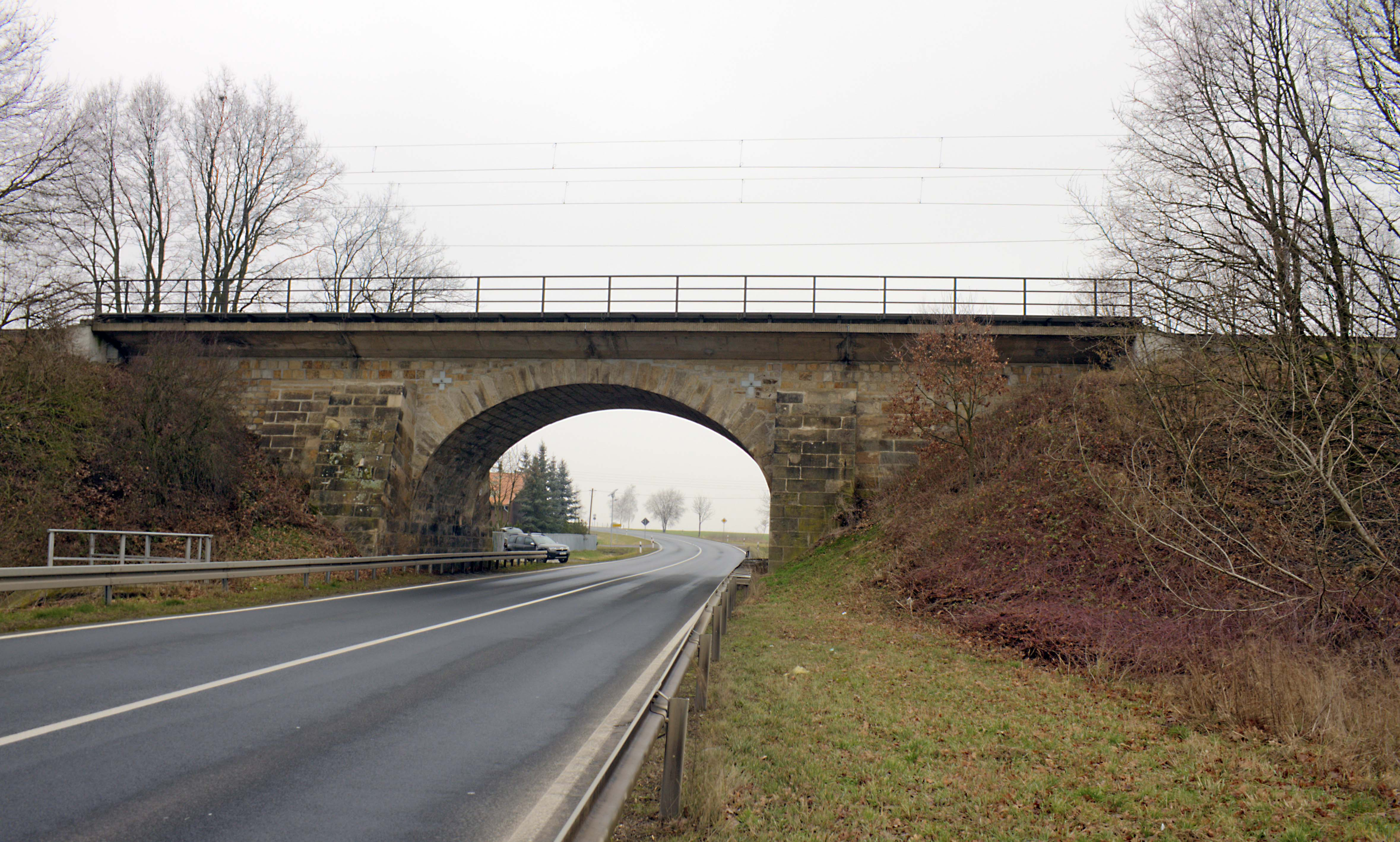
Älteste in Betrieb befindliche Eisenbahnbrücke Deutschlands aus dem Jahr 1838 bei Kornhain

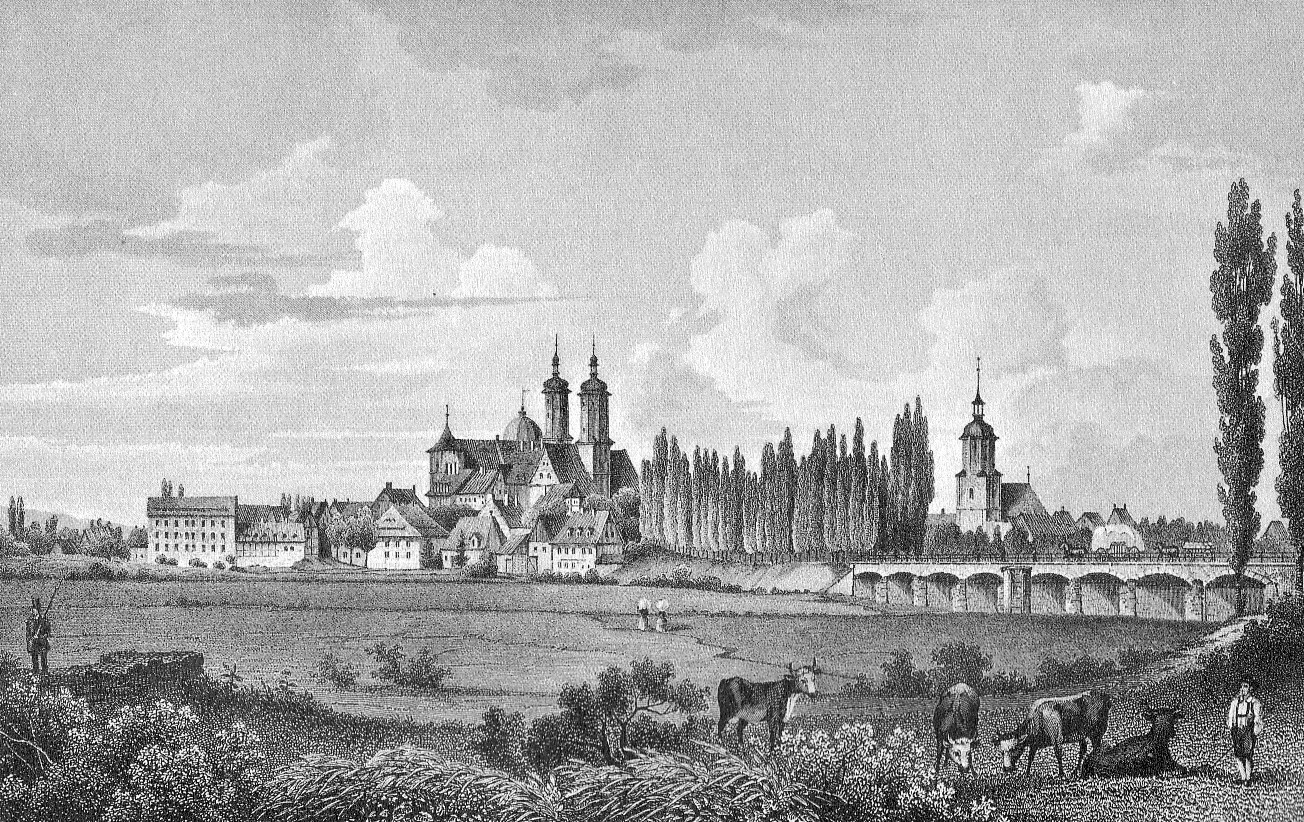
Ansicht um 1850

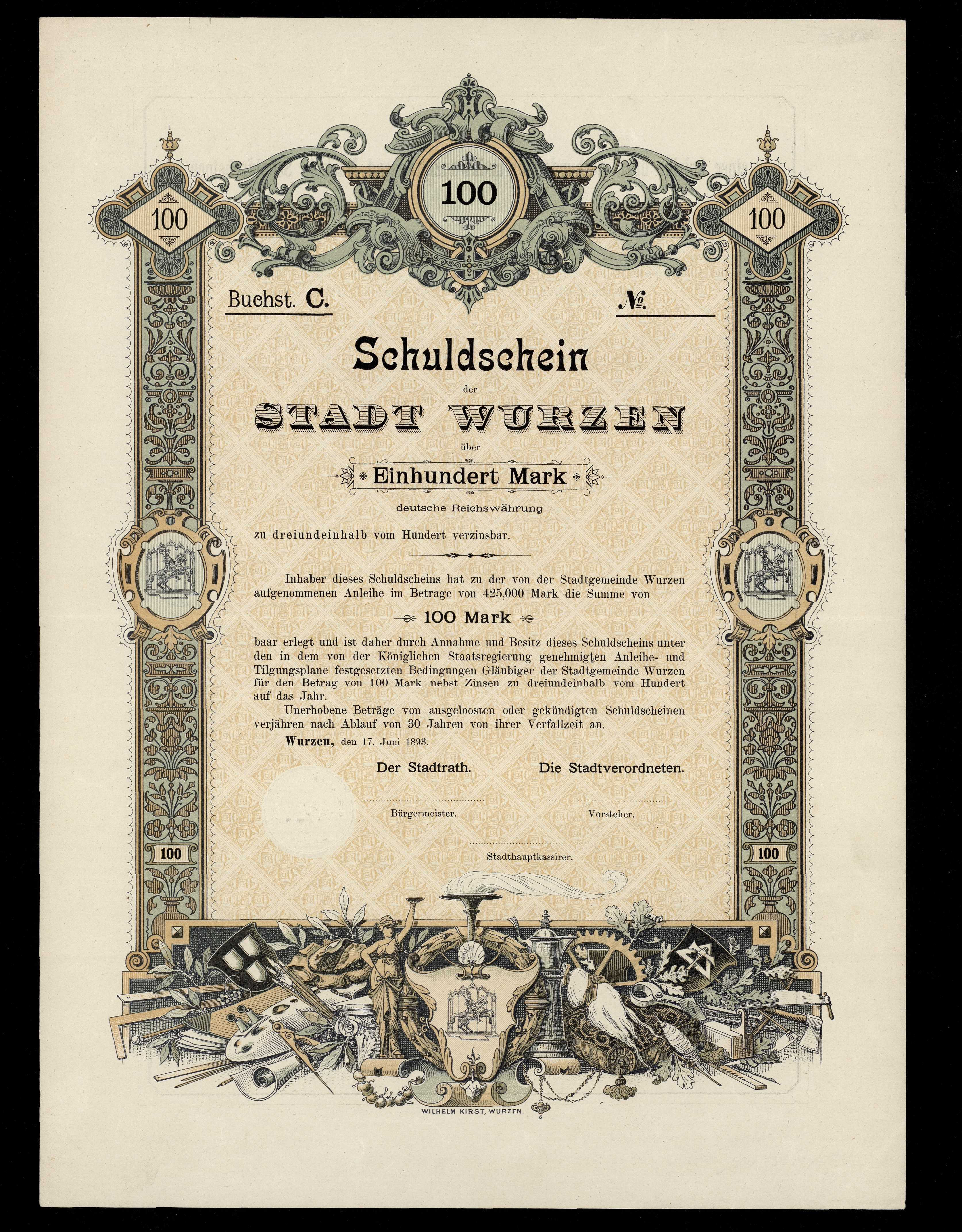
Schuldschein über 100 Mark der Stadt Wurzen vom 17. Juni 1898

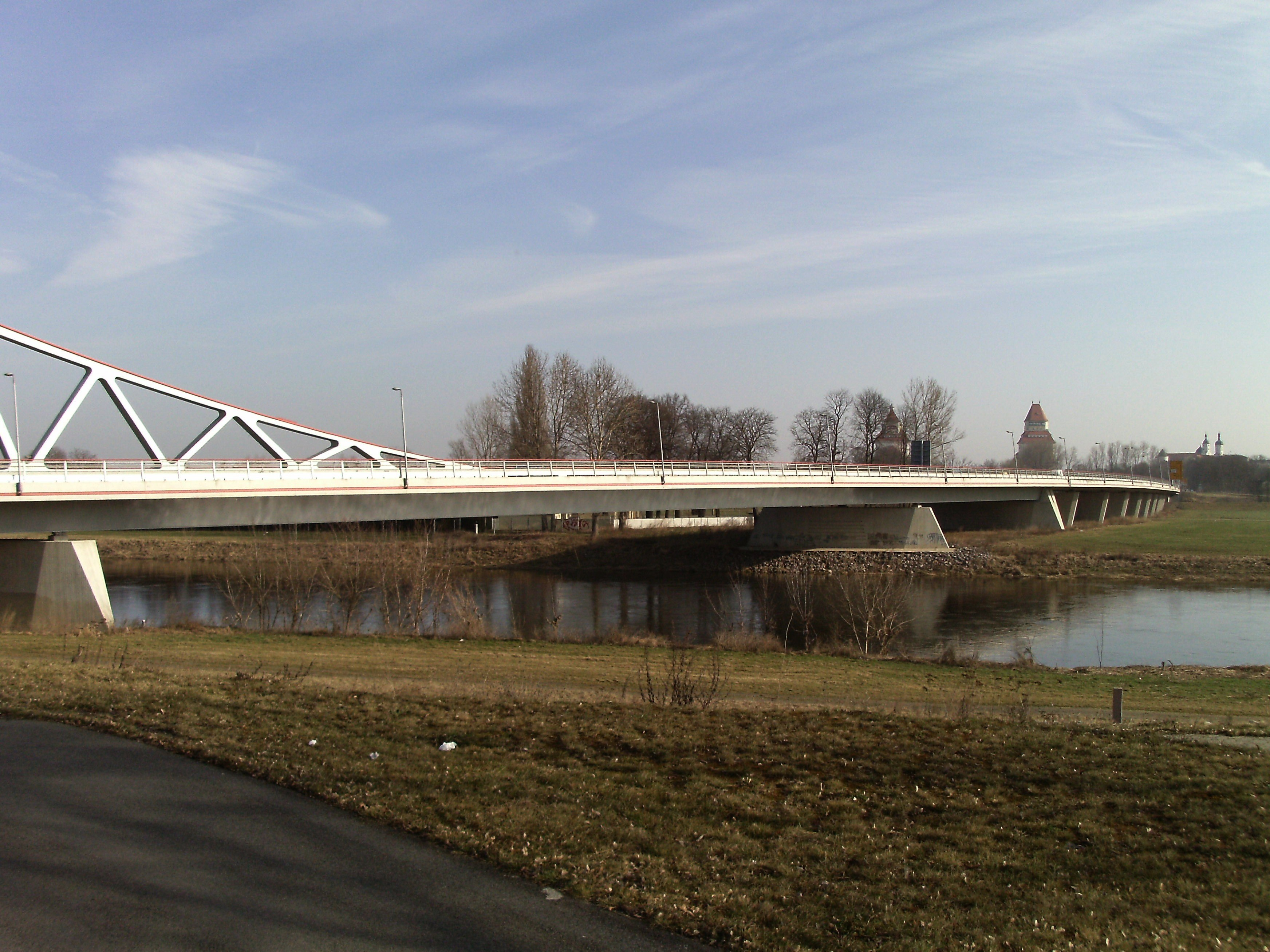
Neue Muldebrücke

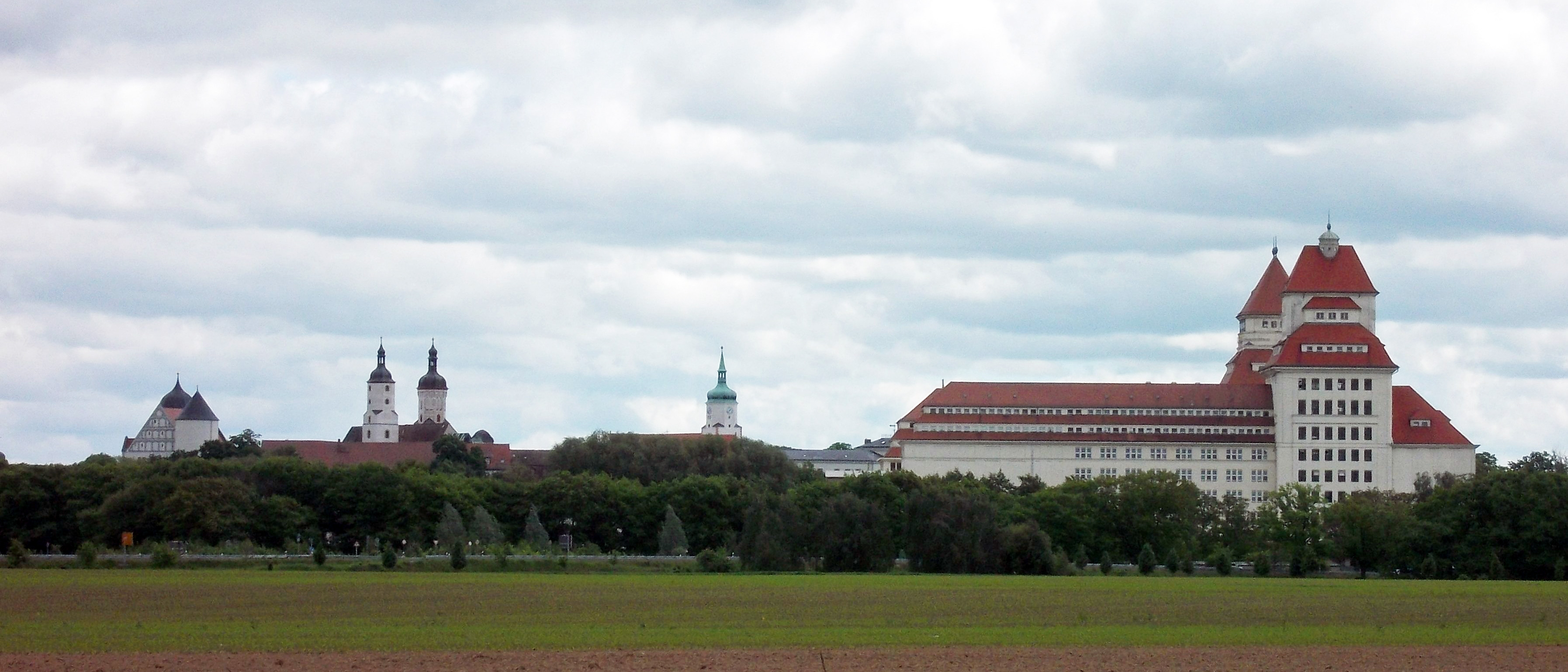
Wurzen 2013, mit Schloss, Dom, Wenzeslaikirche und Mühlenwerken

1581 kam Wurzen an das albertinische Sachsen, das inzwischen, in der Folge des Schmalkaldischen Krieges, 1547 in den Besitz der Kurwürde gelangt war und das nun Wurzen und das Stiftsgebiet (Wurzener Land) durch eine eigens eingesetzte Stiftsregierung verwalten ließ (bis 1818).
In Wurzen kam es zwischen 1570 und 1659 zu Hexenverfolgungen: Fünf Personen gerieten in Hexenprozesse, ein Mann wurde 1570 wegen des Vorwurfs der Zauberei mit „Leibesfrüchten“ gerädert, eine Frau starb in der Haft. Im 17. und 18. Jahrhundert erfolgte der durch Pestepidemien (besonders 1607), Stadtbrände und Kriegsfolgen verursachte wirtschaftliche und demografische Niedergang der Stadt. Im Dreißigjährigen Krieg wurde die Stadt 1637 („Wurtznische Creutz- und Marter-Woche“) von den Schweden geplündert und fast vollständig niedergebrannt. Auch der Nordische Krieg, besonders aber der Siebenjährige Krieg und die Napoleonischen Kriege ließen die Stadt verkümmern.

### 19. und 20. Jahrhundert
Erst nach der Verkleinerung Sachsens nach dem Wiener Kongress (1815) und dem Straßenbrückenbau über die Mulde und die Flussaue (1830/1832) setzte wieder ein bemerkenswerter Aufschwung ein.

#### Industrialisierung und Arbeiterbewegung
Am 31. Juli 1838 wurde Wurzen an die Bahnstrecke Leipzig–Dresden und somit an das deutsche Eisenbahnnetz angeschlossen. Über die Mulde wurde die erste Eisenbahnbrücke Deutschlands gebaut. Die Brücke über die B 6 ist heute die älteste in Betrieb stehende deutsche Eisenbahnbrücke. Danach kam es zur stürmischen Entwicklung als Industriestadt (besonders Lebensmittelindustrie, Textilindustrie und Metallverarbeitung). Die Einwohnerzahl vervierfachte sich zwischen 1850 und 1914. Auch im 20. Jahrhundert setzte sich diese Entwicklung bis in die 1970er Jahre fort. Nach der deutschen Wiedervereinigung trat erneut eine starke wirtschaftliche und demografische Rückentwicklung ein: Die Einwohnerzahl sank in bedrohlichem Maße, und das Durchschnittsalter der Einwohner stieg an.
Infolge der stürmischen Industrialisierung in der zweiten Hälfte des 19. Jahrhunderts entwickelte sich in Wurzen auch früh die Arbeiterbewegung. Julius Künzel war in den 1880er Jahren eine Zeitlang der einzige sozialdemokratische Stadtrat in Sachsen. 1903 wurde in Wurzen ein Unterbezirk der SPD gegründet. Während der Novemberrevolution agierte in Wurzen einer der ersten Arbeiter- und Soldatenräte im damaligen Sachsen. Albert Kuntz wirkte bis 1923 als prominentes KPD-Mitglied in Wurzen, unter anderem im Stadtrat. 1926 gelang es einer Koalition aus SPD und KPD, die Mehrheit im Stadtrat zu stellen und mit Georg Boock erstmals einen sozialdemokratischen Bürgermeister zu wählen.
Wurzen, das zuvor zur Amtshauptmannschaft Grimma gehört hatte, wurde 1924 kreisfreie Stadt, eine der kleinsten in Deutschland. Es kam 1946 zum Landkreis Grimma und 1952 zum Kreis Wurzen bis zu dessen Auflösung im Jahr 1994.

#### Zweiter Weltkrieg und Nachkriegszeit
Von 1935 bis 1945 beherbergte die Stadt ein Wehrbezirkskommando und während des Zweiten Weltkriegs mehrere Flak-Einheiten. Von Oktober 1943 bis April 1945 erlebte Wurzen mehrere US-amerikanische Luftangriffe mit über 40 Todesopfern. Der schwerste erfolgte am 7. Oktober 1944, als 13 B-17 „Flying Fortress“ etwa 85 Sprengbomben auf Wurzen abwarfen, die eigentlich für die Hydrierwerke Brüx in Nordböhmen bestimmt waren.
Von Juli 1939 bis Mai 1945 war Armin Graebert (1898–1947) Oberbürgermeister der Stadt; er erreichte am 24. April 1945 zusammen mit Mitgliedern der SPD, KPD und den Pfarrern der evangelischen und katholischen Kirchen die Kapitulation der Stadt gegenüber Major Victor G. Conley vom 273. US-Infanterieregiment und bewahrte sie so vor der Zerstörung.
Gemäß den Beschlüssen der Konferenz von Jalta zogen sich die US-Truppen in den Tagen vom 1. bis zum 4. Juli 1945 aus den eroberten Gebieten zurück, die der Sowjetischen Besatzungszone zugeschlagen worden waren. An ihrer Stelle rückte die Rote Armee ein. Das NKWD richtete im Kornhaus des Schlosses ein „GPU-Keller“ genanntes Verhörzentrum ein, in dem missliebige Bürger aus Wurzen, Grimma und Umgebung inhaftiert waren. Viele von ihnen wurden von dort in die Straflager des Gulag deportiert. Am 25. Mai 2004 wurde im Schlosshof eine Gedenktafel für die Opfer des Stalinismus enthüllt.

### Seit 1990
Das seit 1993 nach Magnus Gottfried Lichtwer benannte Gymnasium der Stadt bezog 1996 einen Neubau nordöstlich des historischen Stadtkerns.
Wurzen ist seit 2002 eines der Pilotprojekte im Freistaat Sachsen für den Stadtumbau Ost. Durch die demografische und wirtschaftliche Entwicklung der letzten Jahrzehnte bedingt gilt es, erstmals in der Geschichte Sachsens einen planmäßigen Rückbau städtischer Wohnsubstanz und die sinnvolle Neunutzung der geräumten Flächen zu organisieren.
2004 wurde mit dem Bau einer neuen Muldebrücke begonnen, 2007 wurde sie dem Verkehr übergeben.
Wurzen war vom 4. bis 6. September 2015 Gastgeberstadt des 24. Tags der Sachsen.

### Einwohnerentwicklung
| Datum      | Einwohner |
| ---------- | --------- |
| 1875       | 07.273    |
| 1880       | 08.042    |
| 1890       | 14.635    |
| 1925       | 18.286    |
| 1933       | 18.961    |
| 1939       | 18.483    |
| 31.08.1950 | 26.456    |
| 31.12.1960 | 23.523    |

| Datum      | Einwohner |
| ---------- | --------- |
| 01.01.1971 | 24.228    |
| 31.12.1981 | 19.281    |
| 31.12.1988 | 19.421    |
| 31.12.1995 | 20.276    |
| 31.12.2001 | 18.702    |
| 09.05.2011 | 16.928    |
| 31.12.2012 | 16.521    |
| 31.12.2013 | 16.356    |

### Eingemeindungen
| Ehemalige Gemeinde  | Datum                                      | Anmerkung                                                                       |
| ------------------- | ------------------------------------------ | ------------------------------------------------------------------------------- |
| Burkartshain        | 1. Januar 1994                             | Zusammenschluss mit Kühren zu Kühren-Burkartshain                               |
| Dehnitz             | 1. Juli 1950                               |                                                                                 |
| Kornhain            | vor 1880                                   | Eingemeindung nach Mühlbach                                                     |
| Kühren              | 1. Januar 1994                             | Zusammenschluss mit Burkartshain zu Kühren-Burkartshain                         |
| Kühren-Burkartshain | 1. Oktober 2006                            |                                                                                 |
| Mühlbach            | 1. Januar 1952                             | Eingemeindung nach Burkartshain                                                 |
| Nemt                | 1. März 1993                               |                                                                                 |
| Nischwitz           | 1. Juli 1950 1. Januar 1957 1. Januar 1993 | Eingemeindung nach Wurzen Ausgemeindung aus Wurzen Eingemeindung nach Thallwitz |
| Nitzschka           | 1. Februar 1974                            | Eingemeindung nach Burkartshain                                                 |
| Oelschütz           | 1. Juni 1936                               | Eingemeindung nach Nitzschka                                                    |
| Pyrna               | 1. Januar 1956                             | Eingemeindung nach Burkartshain                                                 |
| Roitzsch            | 1. Juli 1950                               |                                                                                 |
| Sachsendorf         | 1. Januar 1974                             | Eingemeindung nach Burkartshain                                                 |
| Streuben            | 1. Juli 1950                               | Eingemeindung nach Kühren                                                       |
| Trebelshain         | 1. Juli 1950                               | Eingemeindung nach Kühren                                                       |
| Wäldgen             | 1. Juni 1936                               | Eingemeindung nach Sachsendorf                                                  |

## Politik

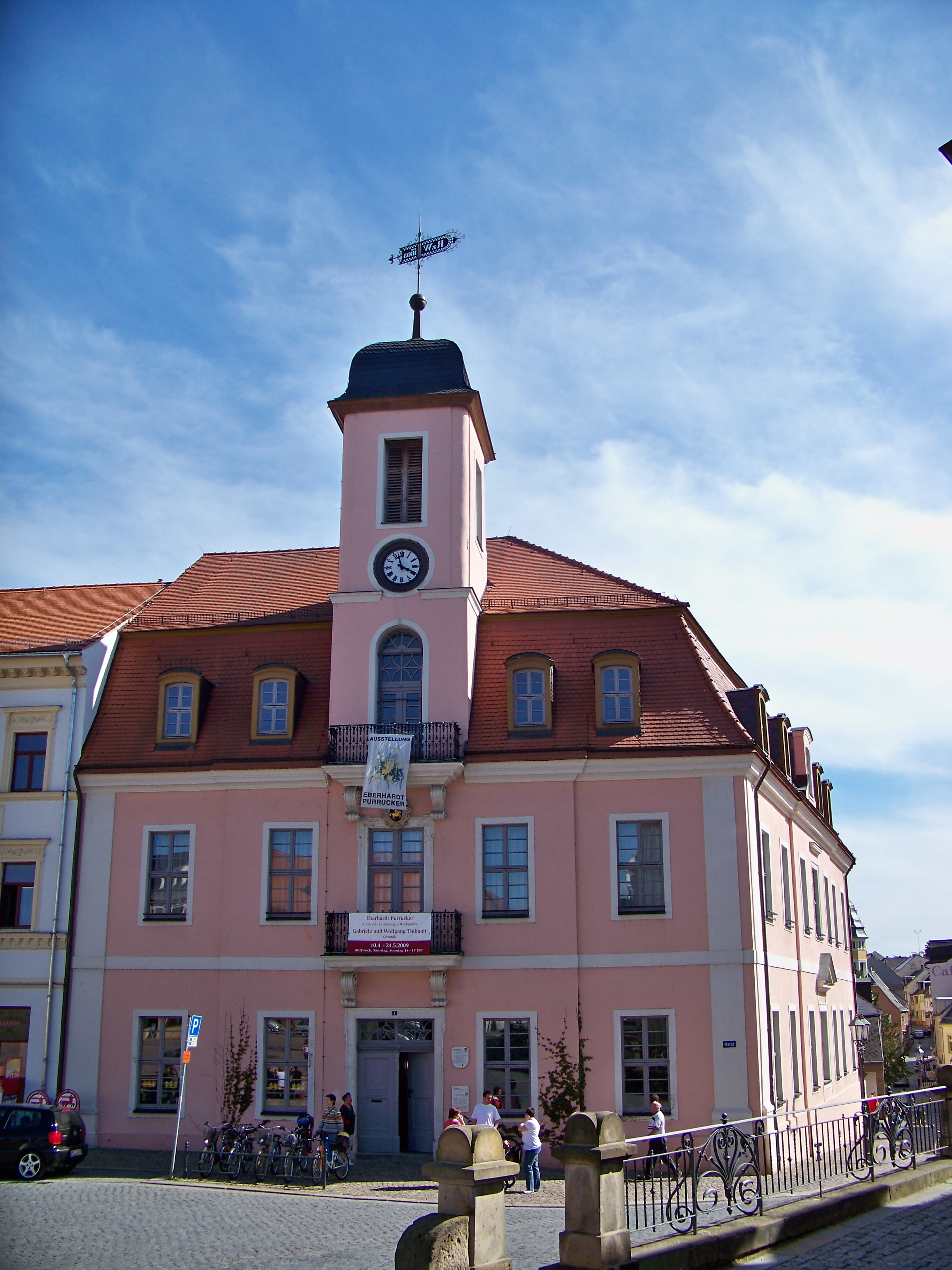
Altes Rathaus

Stärker als in anderen vergleichbaren Kommunen Ostdeutschlands hat die rechtsradikale Szene seit den 1990er Jahren in der Stadt insbesondere bei den Jugendlichen Einfluss erlangt. Der Präsident des Landesamtes für Verfassungsschutz des Freistaates Sachsen, Eckehard Dietrich, stufte Wurzen 1996 als das „wohl wichtigste Zentrum der Neonazis in Deutschland“ ein. Die Stadt war wiederholt Schauplatz von tätlichen und bewaffneten Übergriffen auf Migranten, Journalisten und politisch eher links stehende Politiker. Aktivisten zählen mehrere hunderte Vorfälle aus den letzten 20 Jahren. Auch Übergriffe in benachbarten Städten werden mitunter von der Wurzener Szene aus geplant und personell unterstützt. Bedeutung haben dabei auch Sporteinrichtungen, die eine Kampfausbildung bieten.
Das Netzwerk für Demokratische Kultur, die Standortinitiative Wurzen, die Kirchgemeinden und die Stadtverwaltung engagieren sich gegen die verschiedentlich durch die Medien gehende Konzentration rechter Gewalt in Wurzen und sind deshalb selbst rechter Gewalt ausgesetzt. Gleichwohl stellt sie ein anhaltendes Problem für die Stadt dar. Beklagt wird dabei auch die Zurückhaltung der Polizei und der Justiz bei der Wahrnehmung und Verfolgung rechter Straftaten.

### Stadtrat
- Linke: 2
- SPD: 2
- BfW: 4
- CDU: 7
- AfD: 7

Nach der Stadtratswahl am 9. Juni 2024 setzt sich der Stadtrat wie folgt zusammen (Veränderungen zu 2019):
- CDU: 7 Sitze (0)
- AfD: 7 Sitze (+3)
- BfW – Bürger für Wurzen – Unabhängige Wählervereinigung: 4 Sitze (−2)
- SPD: 2 Sitze (−1)
- Linke: 2 Sitze (−1)

| Liste                                             | 2024   | 2024   | 2019   | 2019   | 2014   | 2014   |
| Liste                                             | Sitze  | in %   | Sitze  | in %   | Sitze  | in %   |
| ------------------------------------------------- | ------ | ------ | ------ | ------ | ------ | ------ |
| CDU                                               | 7      | 31,8   | 7      | 24,3   | 13     | 46,5   |
| AfD                                               | 7      | 30,6   | 4      | 15,7   | –      | –      |
| Bürger für Wurzen – Unabhängige Wählervereinigung | 4      | 19,2   | 6      | 22,9   | 4      | 16,0   |
| Linke                                             | 2      | 8,2    | 3      | 12,0   | 5      | 18,1   |
| SPD                                               | 2      | 8,1    | 3      | 10,9   | 4      | 15,6   |
| Grüne                                             | –      | 2,0    | –      | 3,2    | –      | 2,2    |
| NFW                                               | –      | –      | 3      | 10,9   | –      | –      |
| FDP                                               | –      | –      | –      | –      | –      | 1,6    |
| Wahlbeteiligung                                   | 58,8 % | 58,8 % | 55,2 % | 55,2 % | 41,6 % | 41,6 % |

### Oberbürgermeister
Im Juni 2022 wurde Marcel Buchta im zweiten Wahlgang zum Nachfolger von Jörg Röglin gewählt.
| Wahl | Bürgermeister  | Vorschlag | Wahlergebnis (in %) |
| ---- | -------------- | --------- | ------------------- |
| 2022 | Marcel Buchta  | Buchta    | 57,0                |
| 2015 | Jörg Röglin    | Röglin    | 58,2                |
| 2008 | Jörg Röglin    | Röglin    | 60,0                |
| 2001 | Jürgen Schmidt | CDU       | 54,9                |

### Wappen
Beschreibung: In Schwarz ein nach links springendes goldenes Pferd, rot gezäumt und mit roter Satteldecke, es trägt einen goldenen Reiter mit Hut und Bischofsstab. Bei der Person handelt es sich um den heiligen Wenzel.

### Partnerstädte
- Barsinghausen in Deutschland / Niedersachsen
- Warstein in Deutschland / Nordrhein-Westfalen
- Tamási in Ungarn
- Milicz in Polen[41]

## Wirtschaft

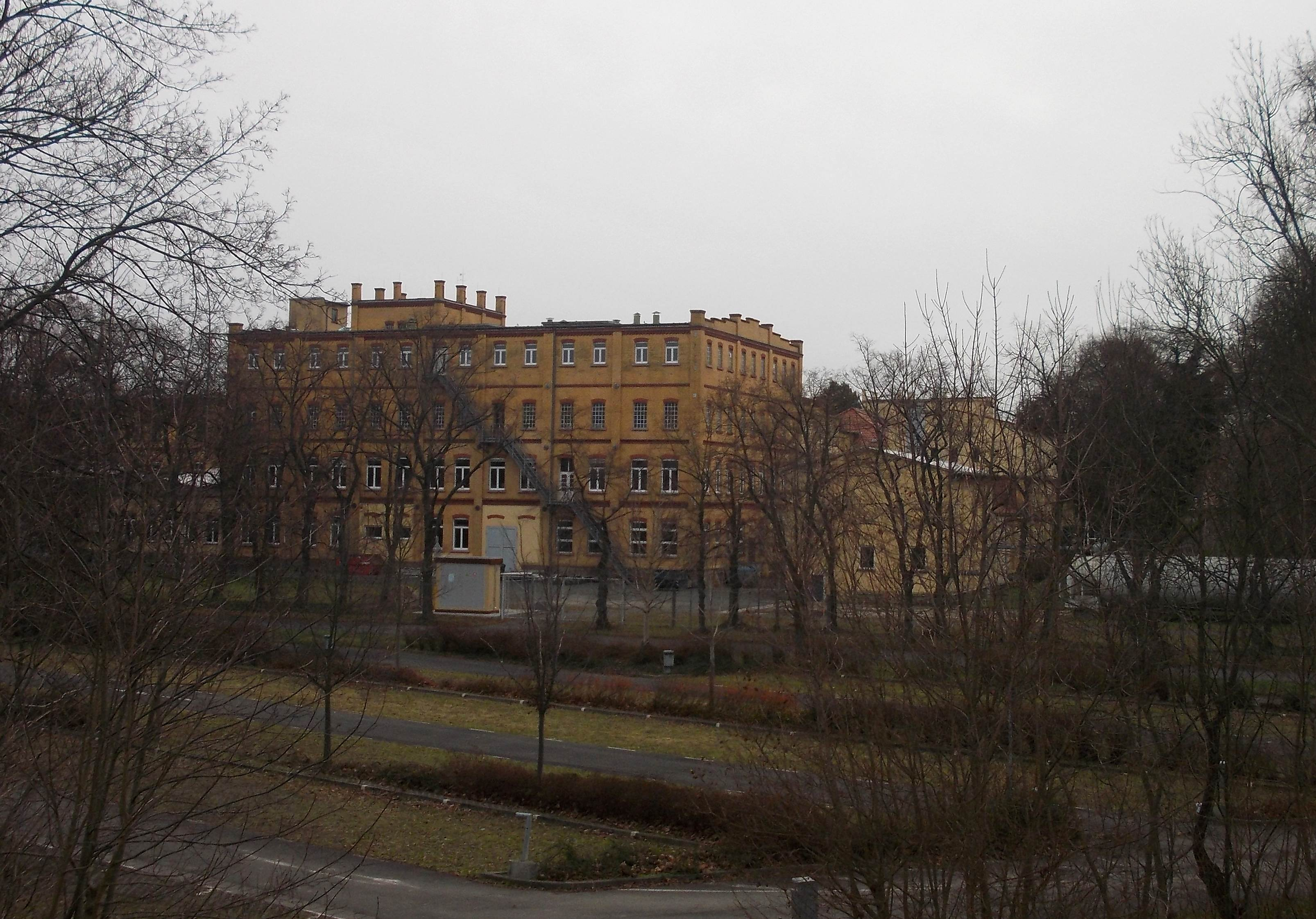
Filzfabrik

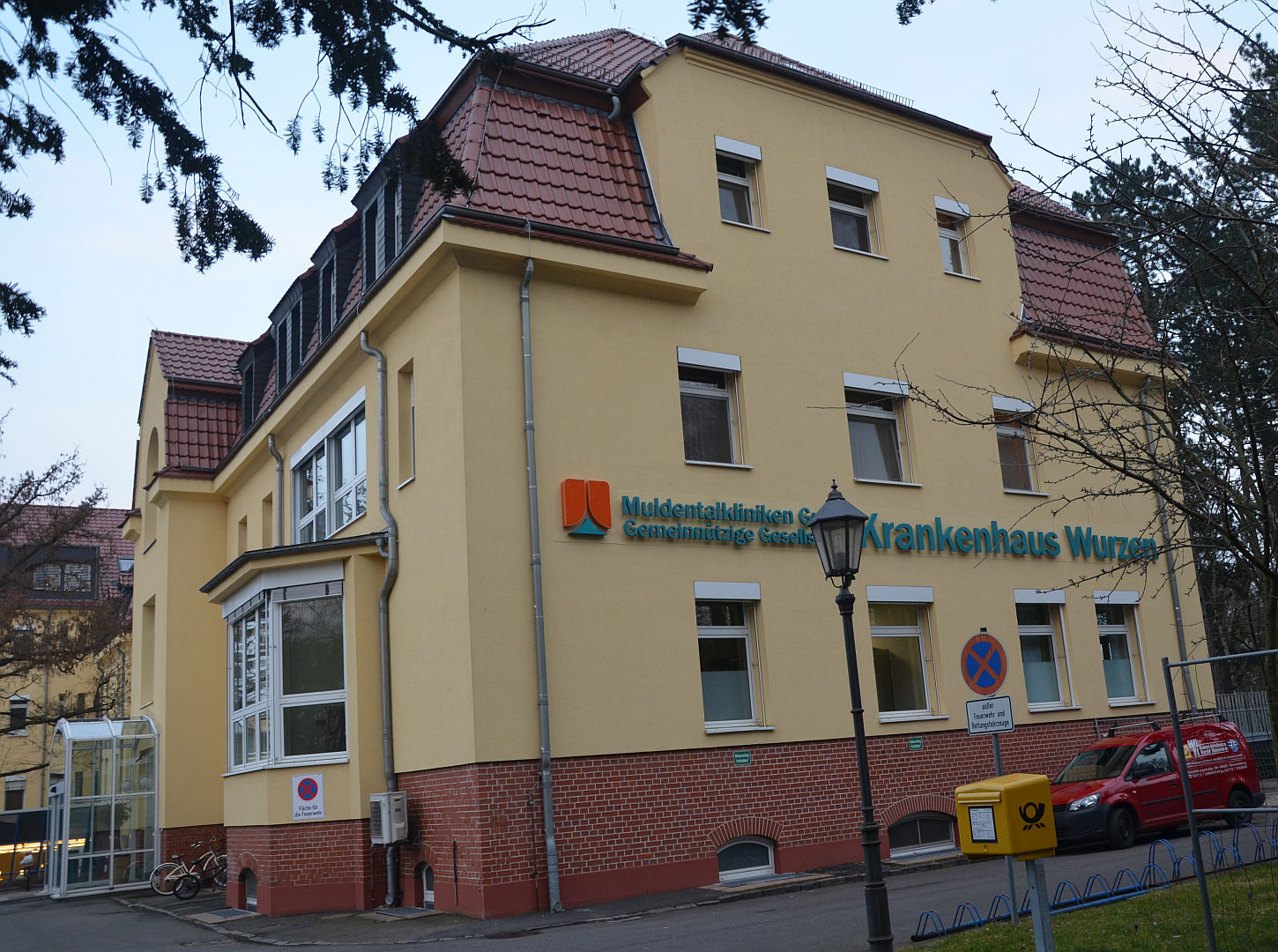
Krankenhaus

Wurzen ist heute trotz des Bevölkerungsrückganges und des Verlustes einiger wichtiger Industriebetriebe (u. a. Wurzener Teppichfabrik) ein wichtiger Standort mit einer größeren Zahl mittelständischer Unternehmen.
Einen wirtschaftlichen Schwerpunkt bildet die Produktion von Gebäck- und Süßwaren bei einem Zweigwerk von Griesson – de Beukelaer. Darüber hinaus sind in der Stadt Maschinenbaubetriebe und Spezialfirmen (Transportanlagen, Beleuchtungsgerätebau, Filzfabrikation) ansässig.
Das Krankenhaus ist ein Haus der Regelversorgung in der Trägerschaft des Landkreises. Mit dem Krankenhaus in Grimma gehört es zur Muldentalkliniken GmbH.

## Verkehr

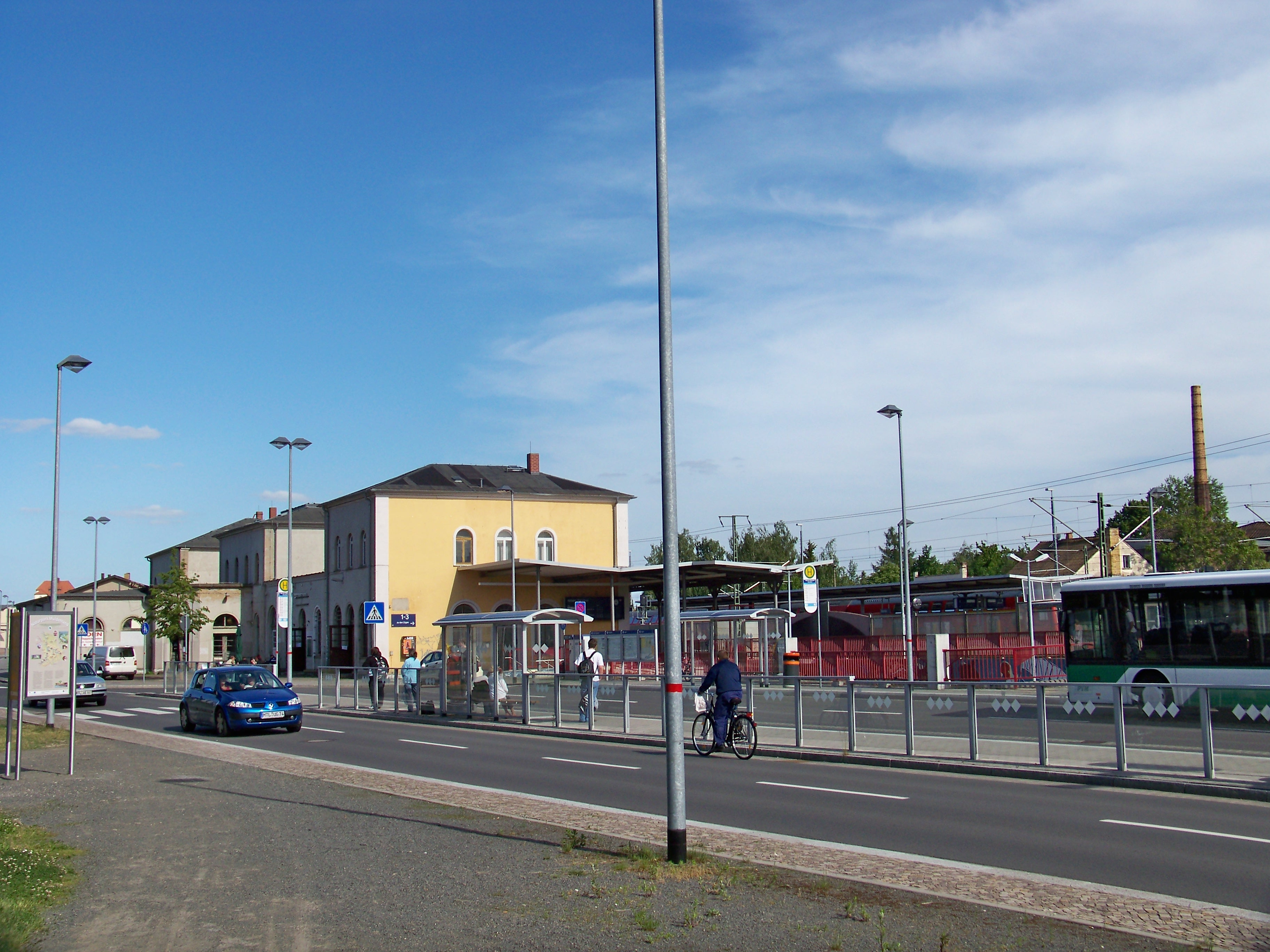
Bahnhof

Wurzen liegt an der B 6, die B 107 führt am linken Muldeufer durch Bennewitz. Die A 14 ist über die B 107 im Süden (Anschlussstelle Grimma) in ca. 15 km Entfernung zu erreichen sowie im Westen über die B 6 (Anschlussstelle Leipzig-Ost) in ca. 18 km Entfernung. Die Linie S3 der S-Bahn Mitteldeutschland verbindet Wurzen mit der Leipziger Innenstadt, der Regional-Express RE 50 verbindet die Stadt mit den Hauptbahnhöfen von Dresden und Leipzig. Die Stadt liegt im Verbundgebiet des Mitteldeutschen Verkehrsverbundes und ist durch die Regionalbus Leipzig mit zwei PlusBus- sowie weiteren Regionalbuslinien angebunden.

## Bildung
In Wurzen bestehen die folgenden Bildungseinrichtungen:
Grundschulen:
- Diesterweg-Grundschule
- Grundschule An der Sternwarte
- Grundschule Zum Elefanten
- Ringelnatz-Grundschule

Weiterführende Schulen:
- Pestalozzi-Oberschule (Haupt- und Realschule)
- Gymnasium Wurzen
- Magnus-Gottfried-Lichtwer-Gymnasium

Berufsbildende Schulen:
- Berufliches Schulzentrum Stammschule (entstand 1992 aus der Landwirtschaftsschule Wurzen und der Berufsschule Wurzen. Etwa 1000 Auszubildende)
- SBH Südost

Förderschulen:
- Brücke-Schule
- Schule zur Lernförderung Burkartshain

Weitere Schulen:
- Musikschule Muldental „Theodor Uhlig“
- Volkshochschule Muldental

## Sport
2021 bewarb sich die Stadt als Host Town für die Gestaltung eines viertägigen Programms für eine internationale Delegation der Special Olympics World Summer Games 2023 in Berlin. 2022 wurde sie als Gastgeberin für Special Olympics Gambia ausgewählt. Damit wurde sie Teil des größten kommunalen Inklusionsprojekts in der Geschichte der Bundesrepublik mit mehr als 200 Host Towns.

## Städtische Galerie am Markt
In der Galerie am Markt finden regelmäßige Ausstellungen statt. So wurde 2013 anlässlich des 130. Geburtstags von Joachim Ringelnatz eine Ausstellung mit dem Titel Die Frauen um Ringelnatz ausgerichtet.

## Tourismus
Wurzen liegt am Ökumenischen Pilgerweg, der 2003 vom sächsischen Jugendpfarramt eingerichtet wurde. Im Wurzener Land folgt dieser Wanderweg weitgehend der alten Trasse der mittelalterlichen Via Regia. Wie keine zweite Stadt in Mitteldeutschland besitzt Wurzen Erinnerungen an die mittelalterliche Jakobspilgerschaft: Jakobsplatz, Jakobsgasse und – bis zum Dreißigjährigen Krieg daran gelegen – Jakobskirche, Jakobskirchhof und Jakobshospital.
Im Stadtgebiet (Gerhart-Hauptmann-Platz) kreuzt zudem die Via Regia einen zweiten alten transkontinentalen Fernweg, eine alte Salzstraße von Halle (Saale) nach Prag. Diese von Nord nach Süd verlaufende Altstraße ist Teil der künftigen transkontinentalen Kulturstraße Via Salaria Lübeck – Trapani (Sizilien). Außerdem führt der Sächsische Lutherweg durch die Stadt, die nächsten Stationen sind Schildau im Nordosten und Trebsen im Süden.
Die ehemalige Bahnstrecke Glauchau–Wurzen wird bis Grimma als Teil des Mulderadwegs genutzt. Der asphaltierte Weg ist auch für Inliner geeignet. Auf der Trasse findet alljährlich im März der Muldentaler Städtelauf (Halbmarathon von Wurzen nach Grimma) statt. In den Jahren 2020, 2021 und 2022 wurde der Städtelauf wegen der Corona-Situation abgesagt.

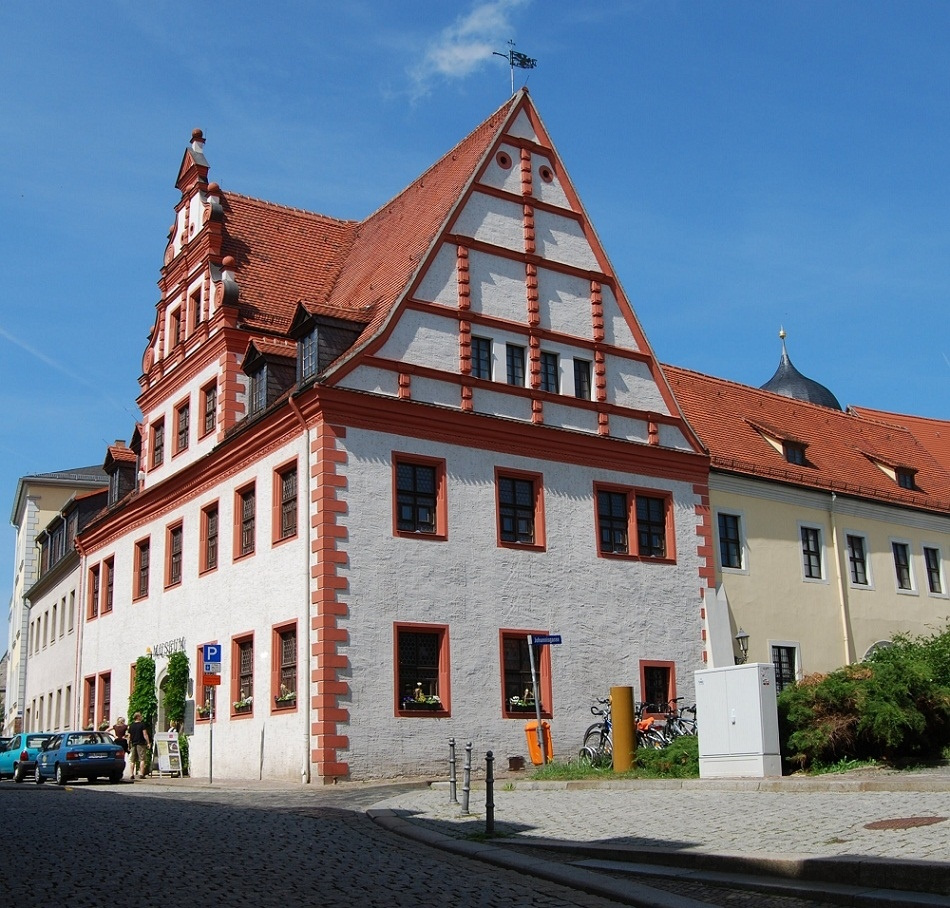
Kulturhistorisches Museum

Das schönste profane Renaissancegebäude der bischöflichen Residenzstadt Wurzen beherbergt das Kulturhistorische Museum mit Ringelnatzsammlung.  In seiner Dauerausstellung zeigt es einen Abriss der 6.000-jährigen Geschichte permanenter Besiedelung des Wurzener Landes bis hin zur Industriegeschichte, sowie nicht zuletzt das Ringelnatz-Kabinett. Die Ausstellung erstreckt sich über drei Etagen, sodass neben der Betrachtung der zahlreichen Exponate auch die Architektur dieses besonderen Hauses entdeckt und erlebt werden kann. Das Museum beherbergt eine der deutschlandweit ältesten und größten Ringelnatz-Sammlungen an Autographen, Erstausgaben, Fotos sowie Gemälden und Grafiken. Die Kabinettausstellung dokumentiert eindrucksvoll seine Lebensstationen. Mit besonderem Stolz wird eine große Anzahl seiner Gemälde präsentiert.
Der Arkadenhof, der die Seitengebäude mit dem Haupthaus verbindet, dient mit seiner hervorragenden Akustik, literarischen und musikalischen Veranstaltungen. Das repräsentative Kontor im Gebäude des Museums Wurzen mit seiner frühbarocken Stuckdecke wird ebenfalls für kulturellen Zwecke sowie für Ausstellungen genutzt.
In der Vergangenheit wurde im Museum auch ein Automobil der Marke Polymobil von den Polyphon Musikwerken aus dem Jahr 1904 präsentiert. Dieses wurde 2018 im Tausch gegen drei Gemälde von Ringelnatz an die Familie Hühn verkauft. Seitdem wird es im Zündmagnet Wurzen gezeigt. Zündmagnet Wurzen ist nach eigenen Angaben eine Herberge einer wissenschaftlichen Sammlung von Objekten und Dokumenten rund um das Automobil und Motorrad. Dort befindet sich eine große Sammlung alter Autos und Motorräder mit Schwerpunkt auf Produkten der Auto Union AG mit deren Marken Audi, DKW, Horch und Wanderer. Es werden Schulungen, Seminare und Tagungen zu Fahrzeugthemen durchgeführt. Der Deutsche Automobil-Veteranen-Club berichtete darüber.

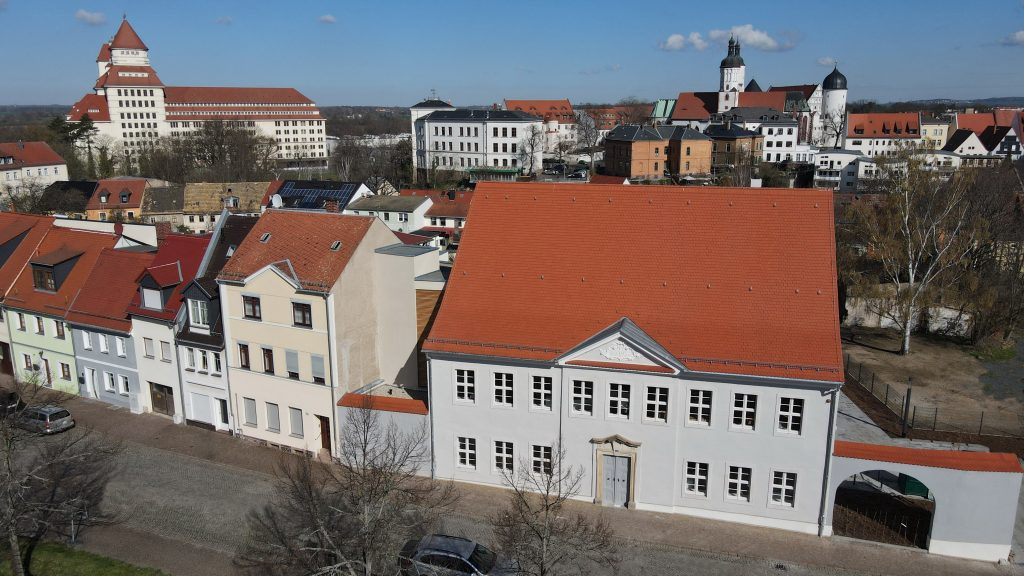
Ringelnatz-Geburtshaus

Das Ringelnatz-Geburtshaus wurde nach langjähriger, umfangreicher Sanierung am 21. April 2023 als Literaturhaus und Kunstbühne feierlich wiedereröffnet. Hier können Gäste eine der zahlreichen Veranstaltungen, die kleine Dauerausstellung „Vom Crostigall nach überall“ oder Wechselausstellungen besuchen. Ziel des Joachim-Ringelnatz-Verein e. V. als Betreiber ist die schrittweise langfristige Entwicklung zu einer literarischen Gedenk-, Begegnungs- und Forschungsstätte für Interessenten und Besucher aus dem gesamten deutschsprachigen Raum.

## Baudenkmäler und Erinnerungsstätten
- Dom St. Marien, spätgotischer Bau 1470–1508, romanischer Vorgängerbau 1114 geweiht; umfangreiche Bronze-Ausstattung von Georg Wrba 1932
- Stadtkirche St. Wenceslai, Spätgotik / Barock (16. und 17. Jahrhundert)
- katholische Herz-Jesu-Kirche, eingeweiht 1902, neoromanisch
- Schloss Wurzen, 1497, spätgotisch, bis 1581 zeitweise Residenz der Bischöfe von Meißen
- Krietschmühle, 1917–1920 und 1924–1925, stadtbildbestimmende Gebäude der Mühlenwerke am Mühlgraben
- Lossow’sches Haus, 1668, Spätrenaissance / Barock, Kulturgeschichtliches Museum mit Ringelnatz-Ausstellung
- Geburtshaus des Fabeldichters Magnus Gottfried Lichtwer am Domplatz, 17. Jahrhundert
- Geburtshaus von Joachim Ringelnatz, 17./18. Jahrhundert
- Marktbrunnen zu Ehren von Joachim Ringelnatz, 1983
- wappengeschmücktes Posttor und Posthaus-Portal der ehemaligen kursächsischen Posthalterei am Crostigall, 1734
- Replikat der Kursächsischen Distanzsäule, 1984 auf Originalsockel (Original-Säule 1724 vor dem Wenceslaitor)
- königlich sächsischer Halbmeilenstein, um 1860, aus Nemt am Badergraben in Wurzen und Ganzmeilenstein als Nachbildung in Burkartshain (Original im Bergelager Trebsen)
- Rathaus, nach Brand 1803, klassizistisch, heute Stadtbibliothek und Städtische Galerie
- ehemaliges Gymnasium, 1883, mit Wandmalereien von Max Seliger
- Mahnmal für die Gefallenen des Ersten Weltkriegs auf dem früheren Alten Friedhof, eingeweiht am 11. Mai 1930, Bronzeplastiken von Georg Wrba (Die junge Sanitäterin stellt Elsa Brändström dar.)[54][55]
- „Pesthäuschen“, Denkmal für die Opfer der Pest von 1607 auf dem früheren Alten Friedhof, 17. Jahrhundert
- Gedenkstätte auf dem Ortsfriedhof für 60 KZ-Häftlinge eines Todesmarsches von einem Außenlager des KZ Buchenwald, die im April 1945 von SS-Männern ermordet wurden
- Ehrenhain für die Soldaten der Roten Armee und Albert Kuntz im Stadtpark, 1974
- Gedenktafeln an der Wurzener Dauerbackwaren GmbH (An der Mulde 5 A) bzw. an der Wurzener Nahrungsmittel GmbH (Am Mühlgraben 1) erinnerten an den kommunistischen Landtagsabgeordneten und Widerstandskämpfer Albert Kuntz, der 1945 im KZ Dora-Mittelbau ermordet wurde.
- Gedenktafel für die Opfer des Stalinismus im Schlosshof (2005)
- Jahrtausendstein im Badergraben, 2000
- ehemaliger Nordbahnhof der Muldentalbahn, 1875, später Amtsgericht (bis 2015)
- Wasserturm der früheren städtischen Wasserwerke, 1893
- ehemaliges Postamt mit Telegrafenturm, 1890–1891
- Bismarckturm, 19,4 m hoher Aussichtsturm auf dem Wachtelberg im Ortsteil Dehnitz, 1909[56]
- Dorfkirche Nemt, frühgotisch
- Dorfkirche Burkartshain, 13.–16. Jahrhundert
- Dorfkirche Kühren, 12.–16. Jahrhundert, mit mittelalterlichen Fresken
- Elefanten-Brunnen in Kühren, 20. Jahrhundert
- Dorfkirche Nitzschka, 16.–18. Jahrhundert
- Dorfkirche Sachsendorf, 17. Jahrhundert
- rekonstruierte bronzezeitliche Hügelgräber östlich und südöstlich von Sachsendorf
- „Johannas Höh“ südlich von Pyrna, 12 m hoher Aussichtsturm von 1911[57]

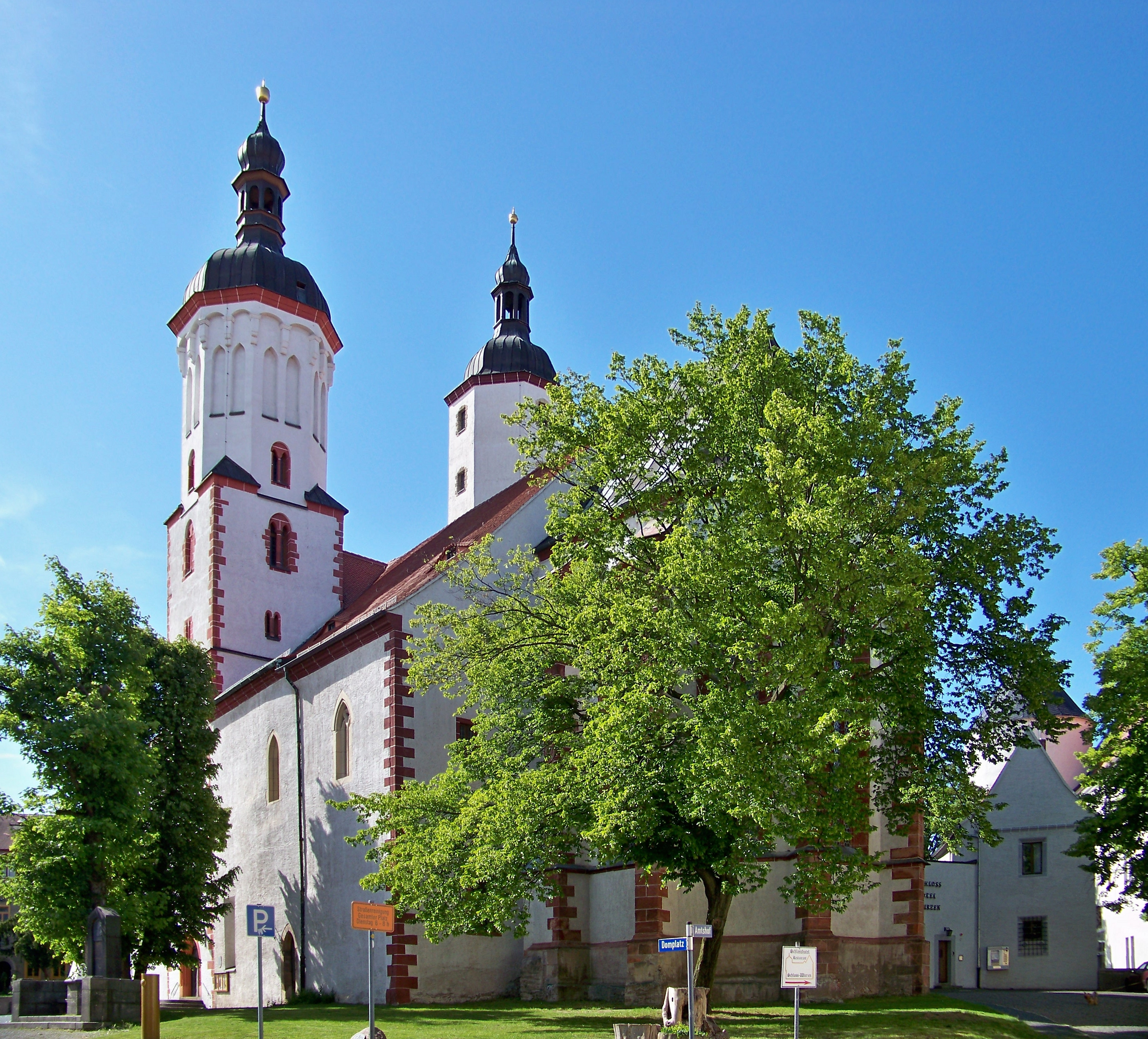
Dom St. Marien
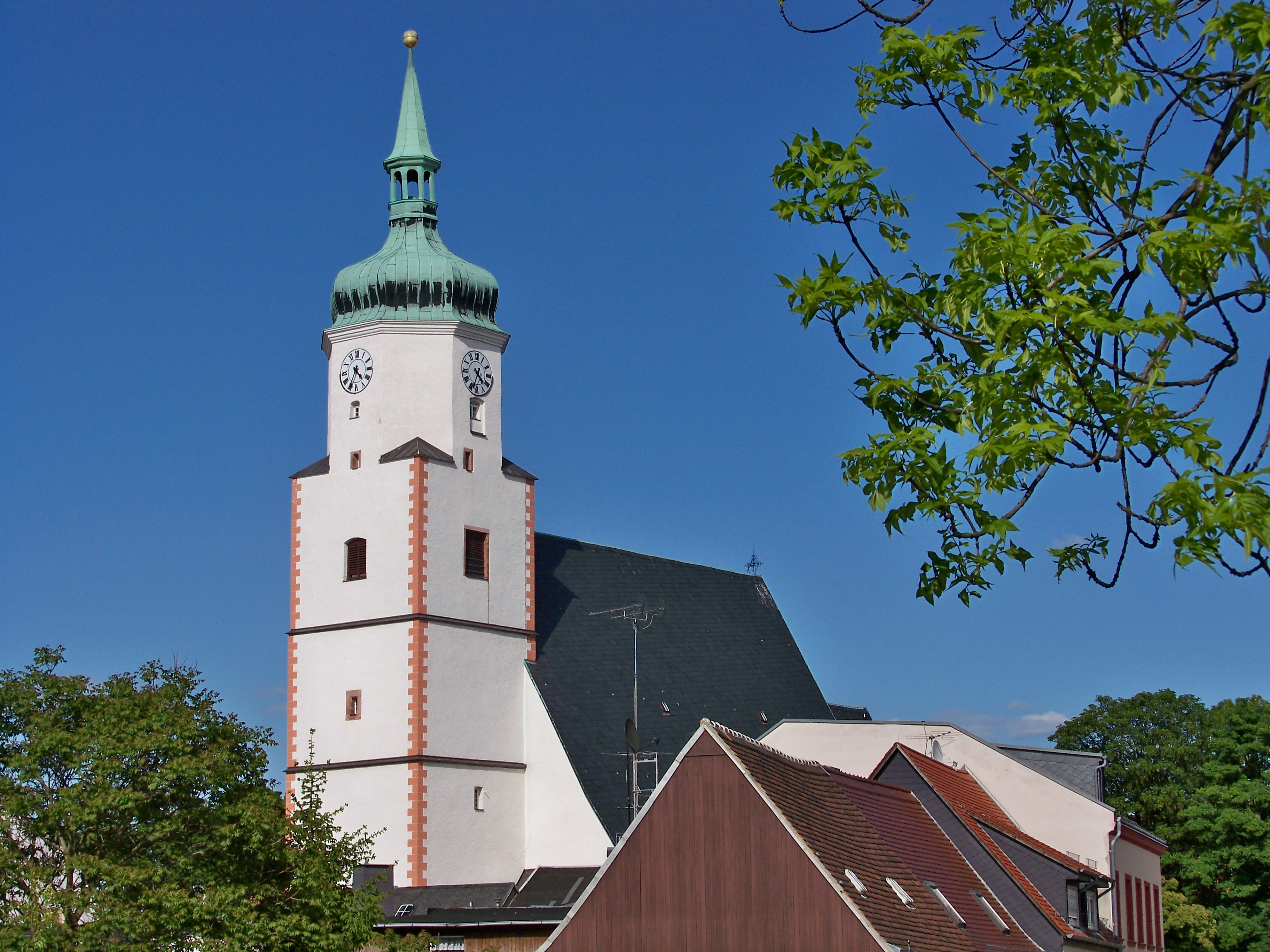
Wenzeslaikirche
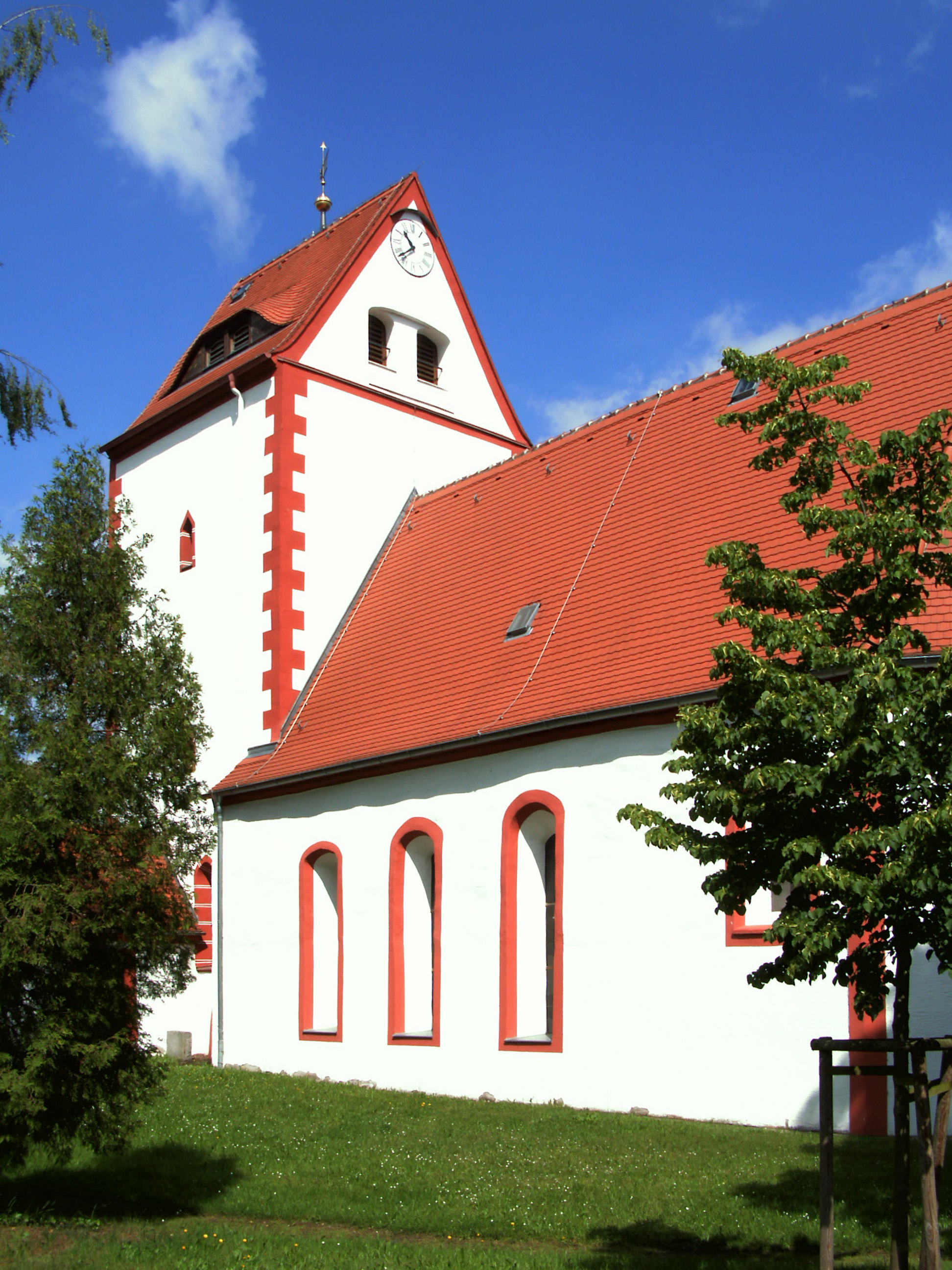
Kirche in Nemt
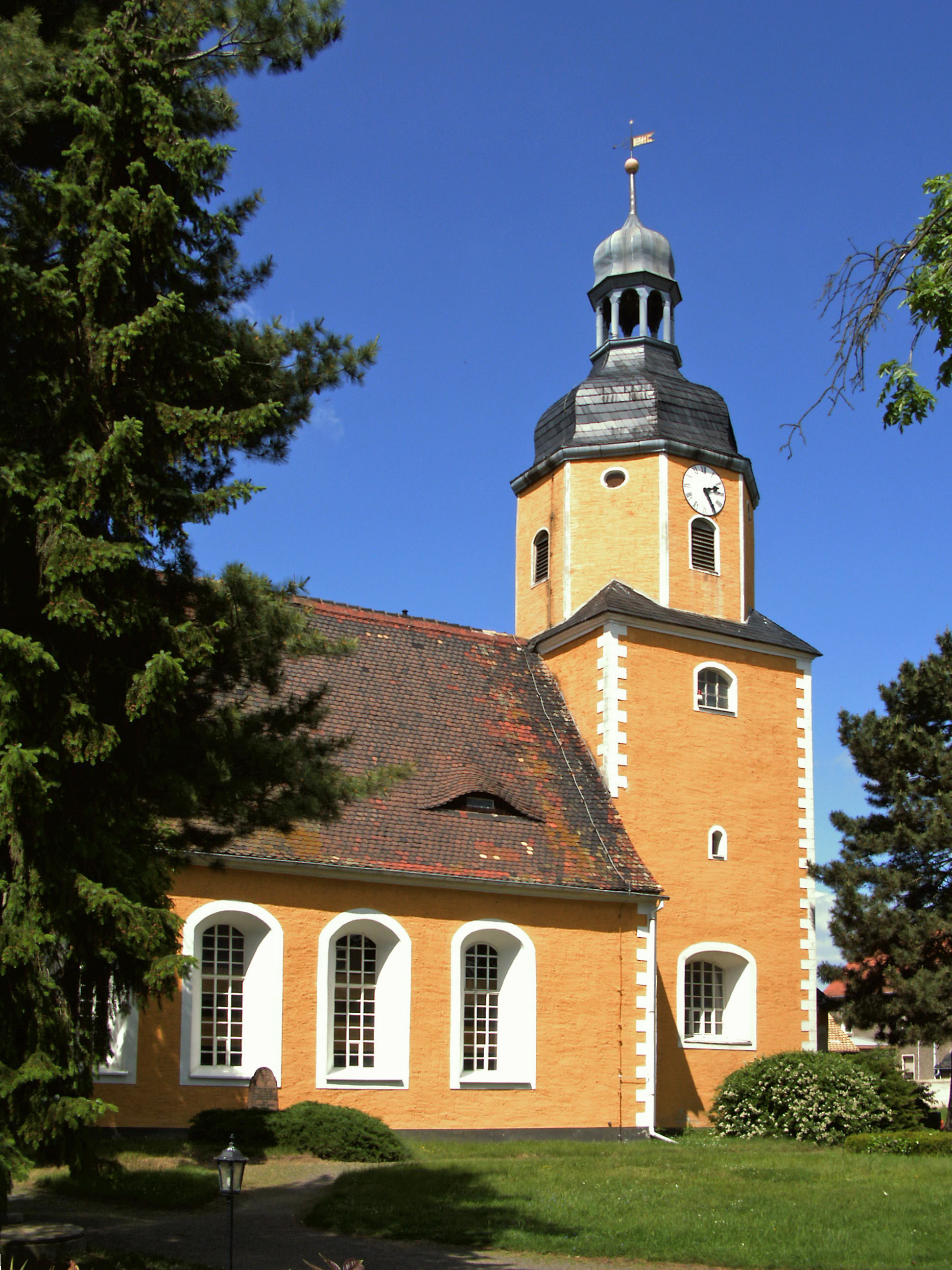
Kirche in Sachsendorf
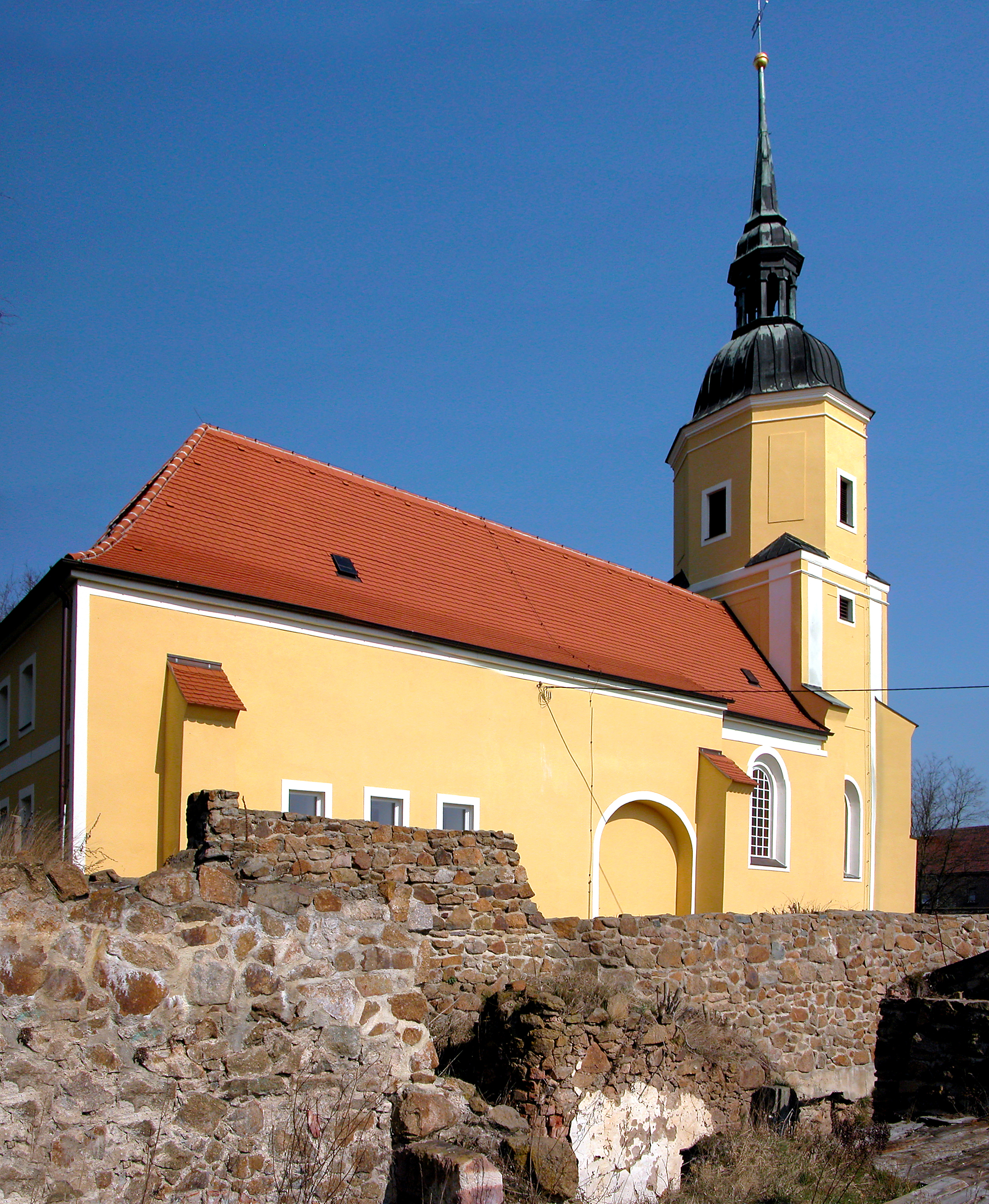
Lukaskirche Nitzschka
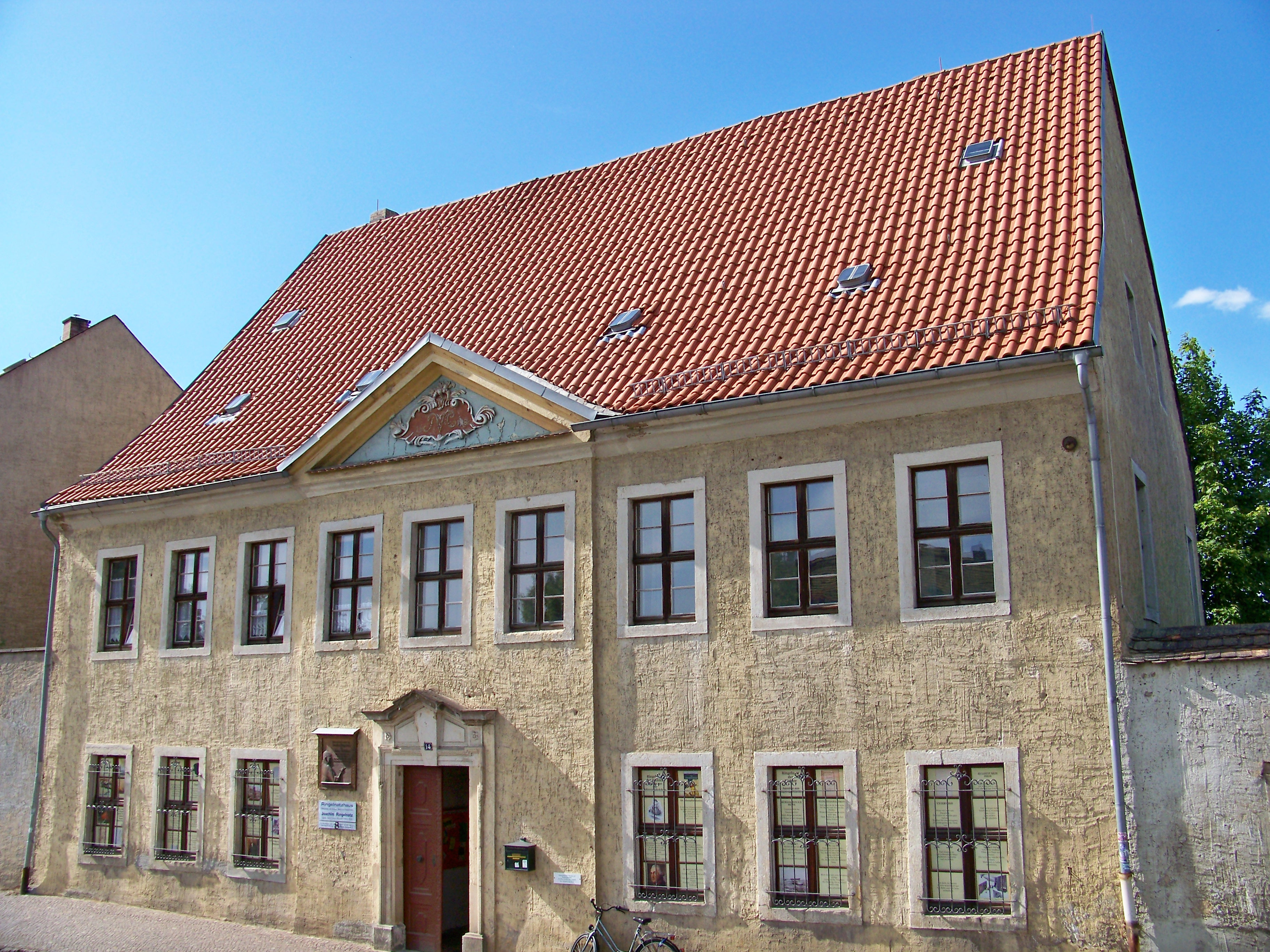
Geburtshaus von Joachim Ringelnatz
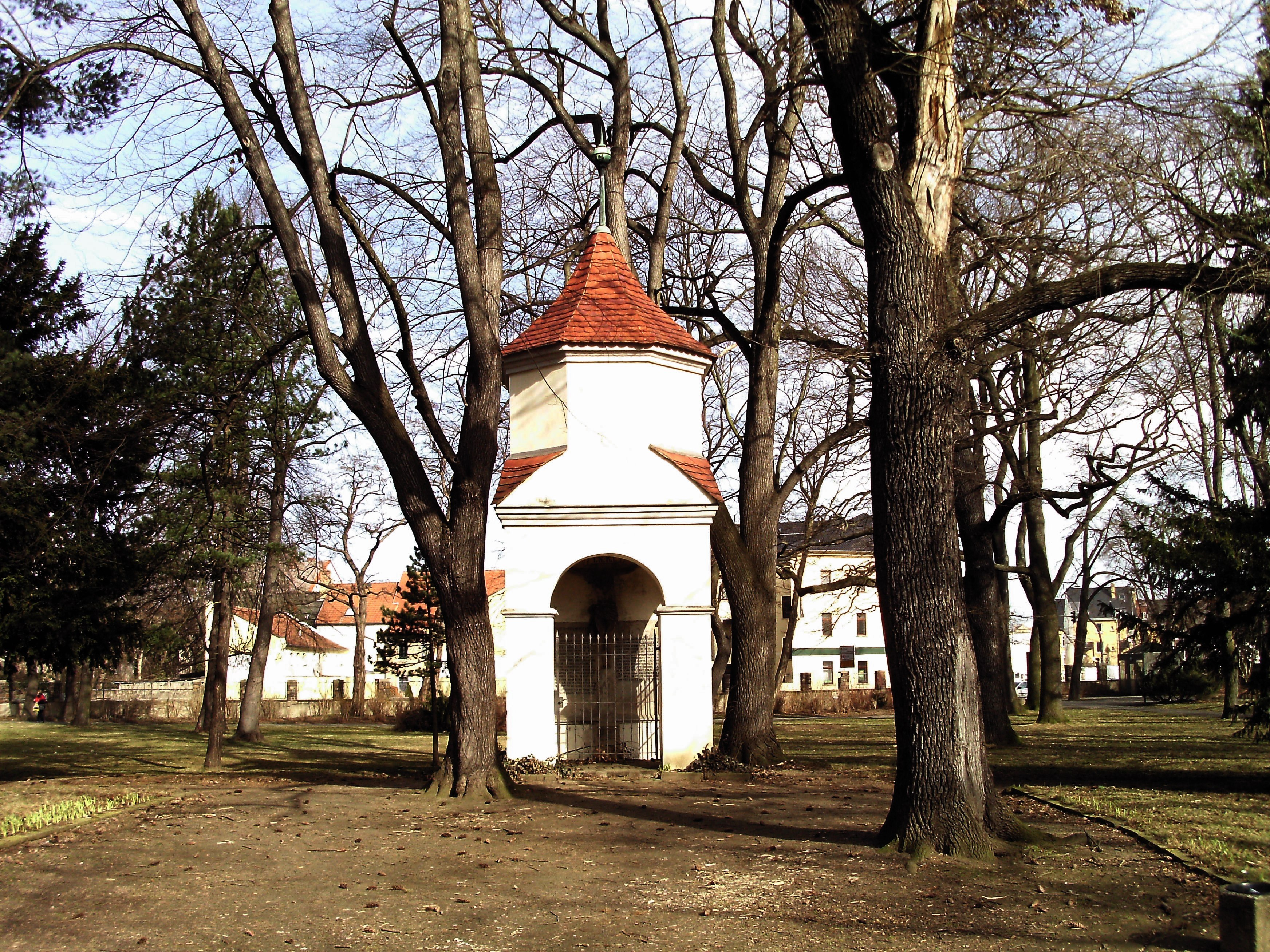
Pesthäuschen
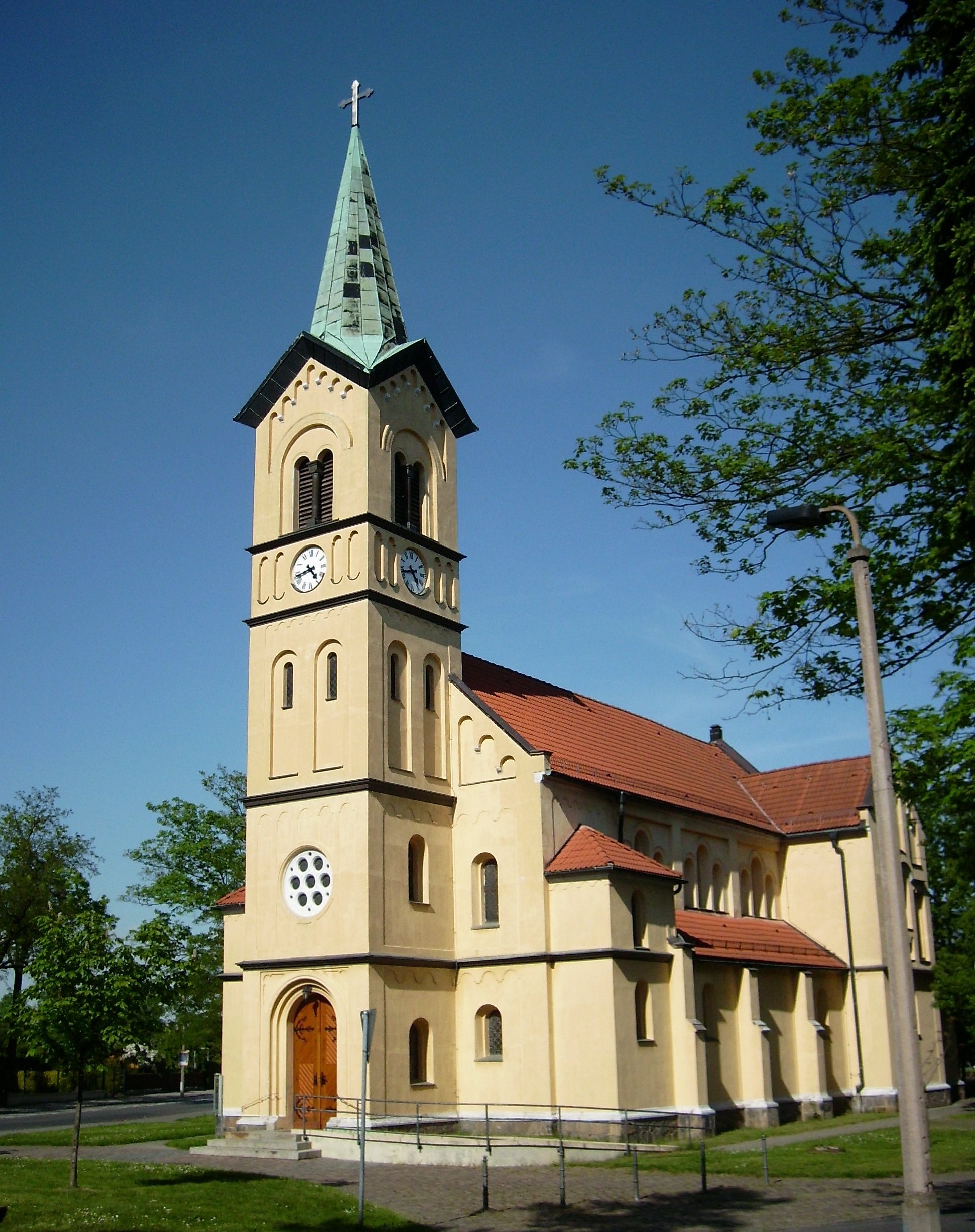
Herz-Jesu-Kirche
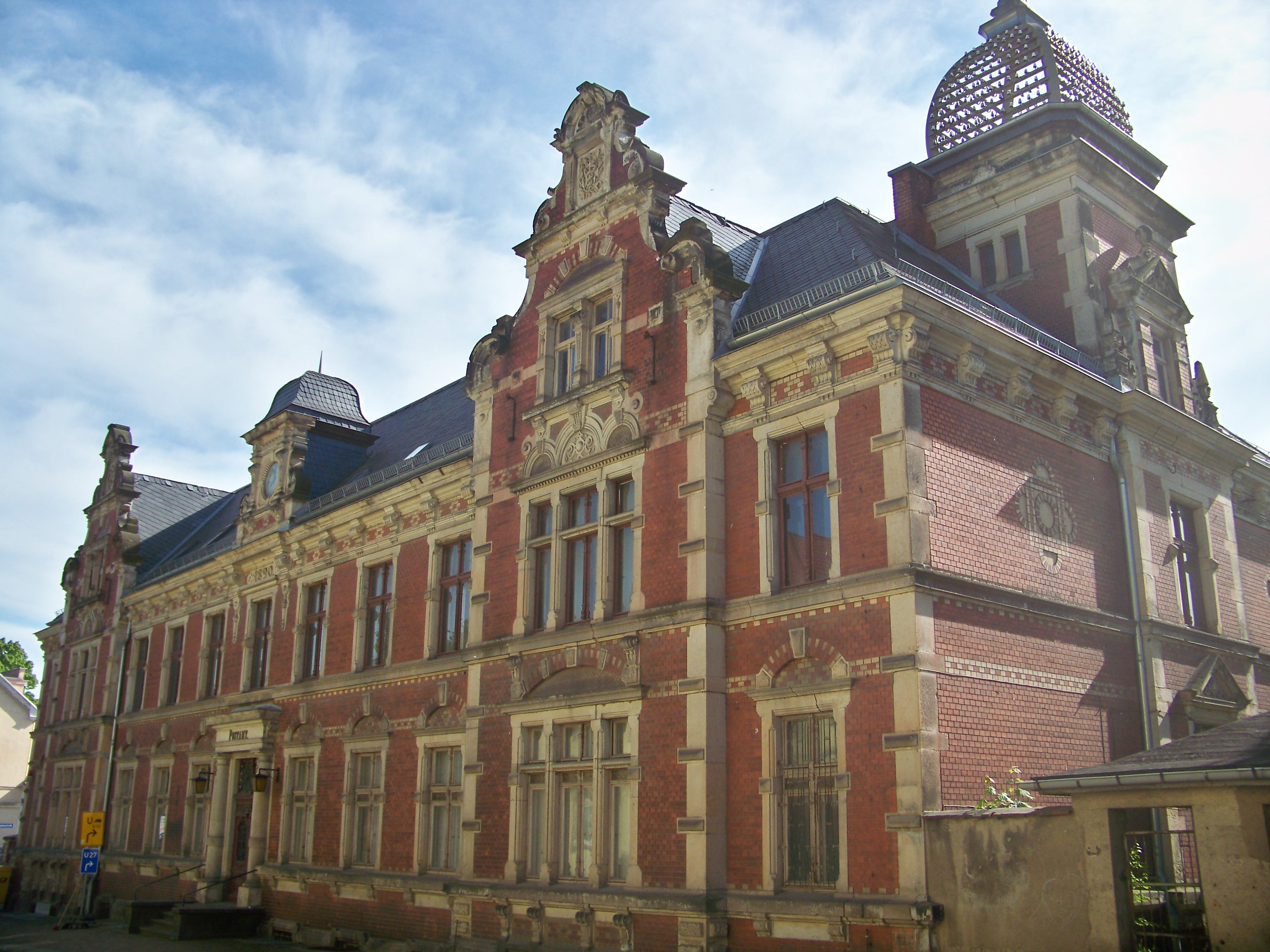
Ehemaliges Postamt
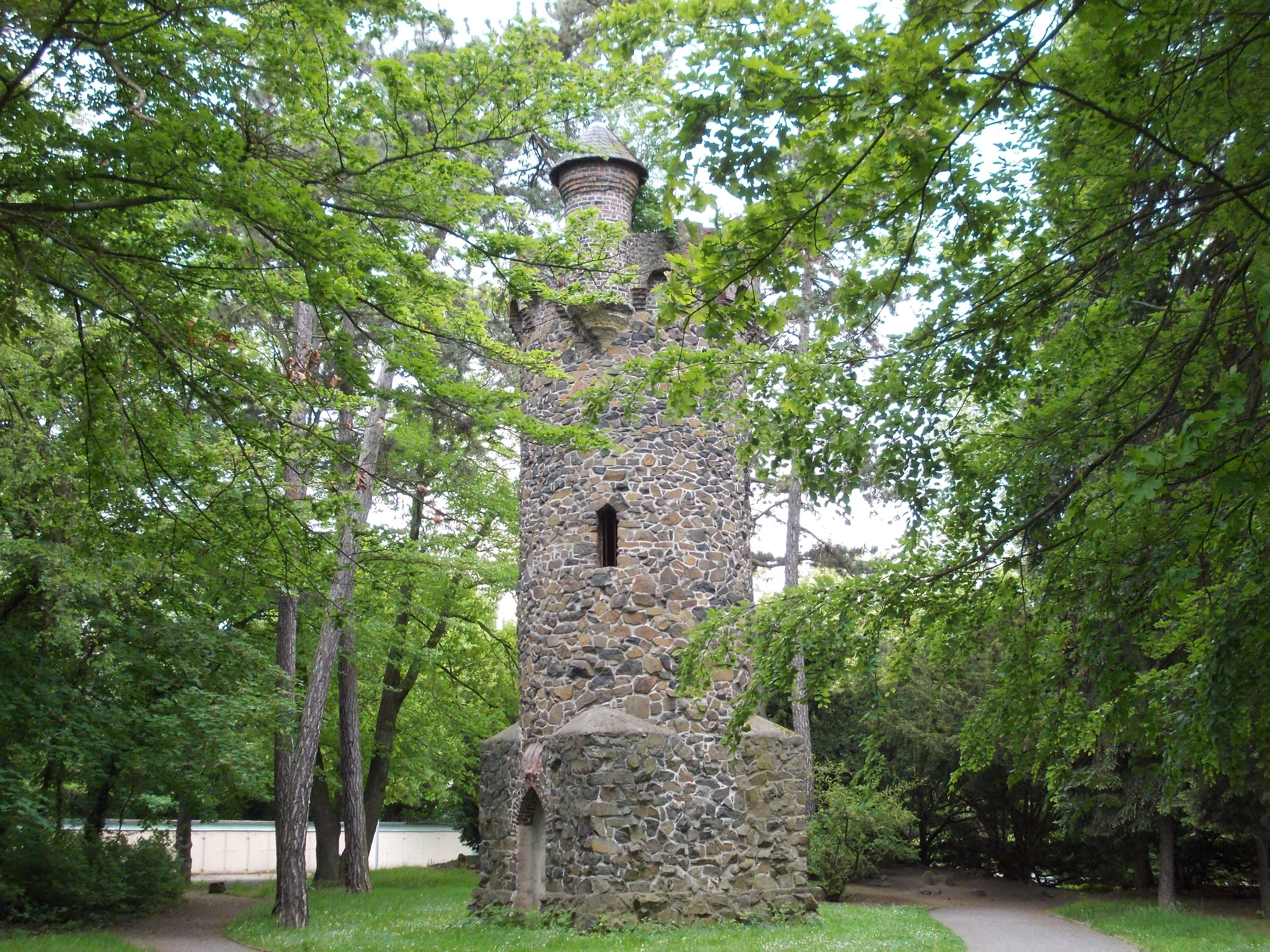
Turm im Stadtpark
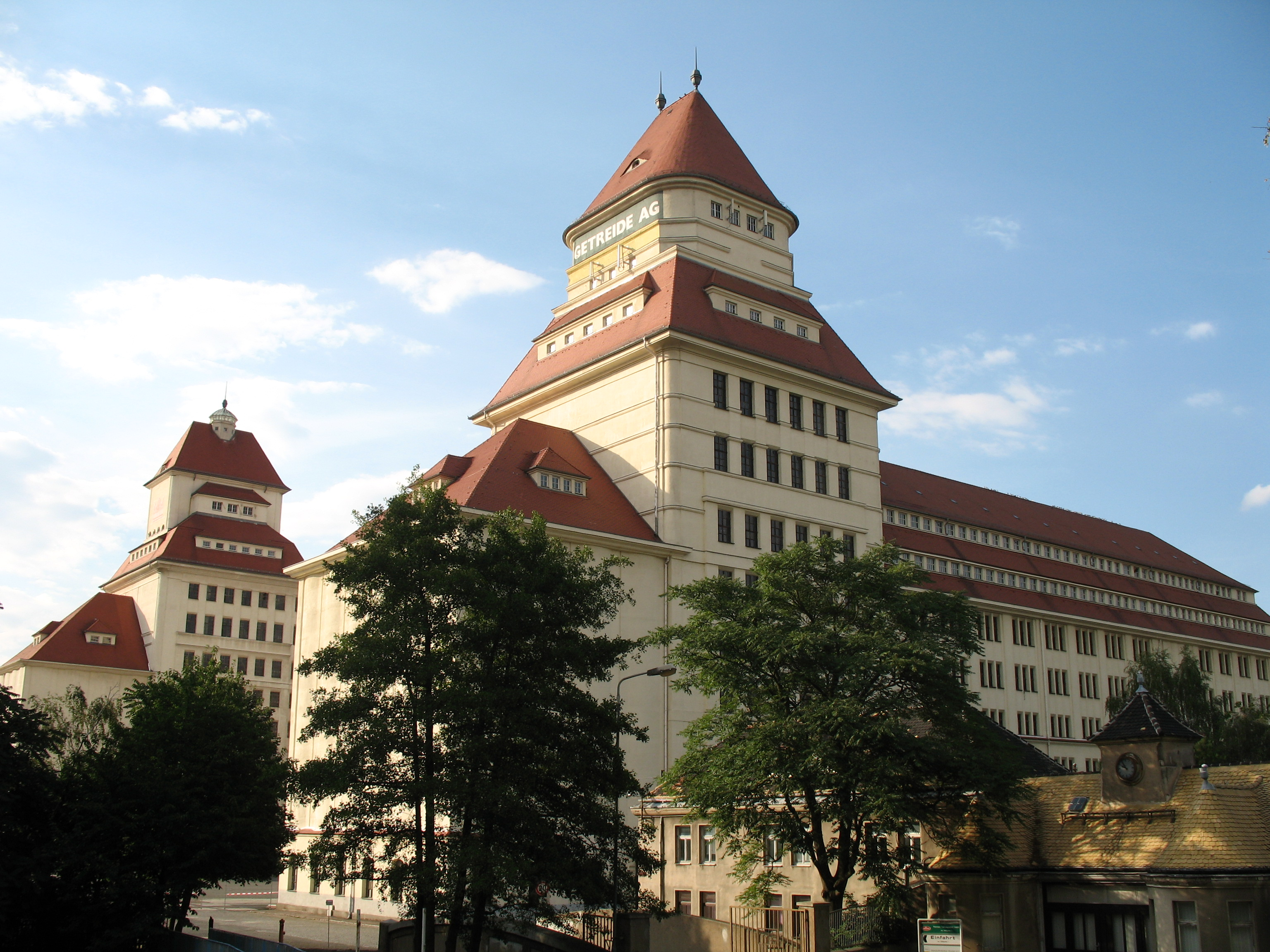
Krietschmühle
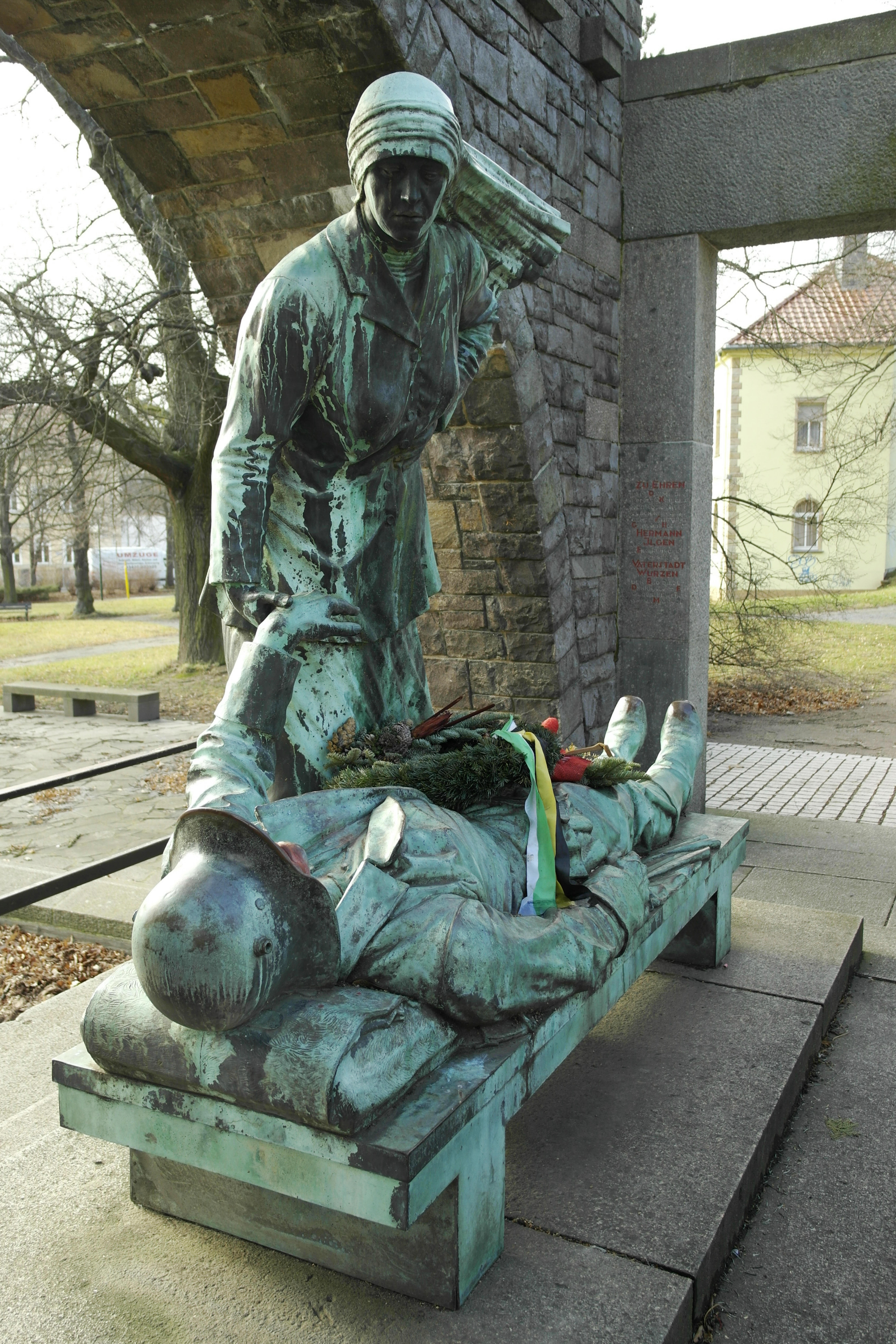
Elsa Brändström (Plastik von Georg Wrba)
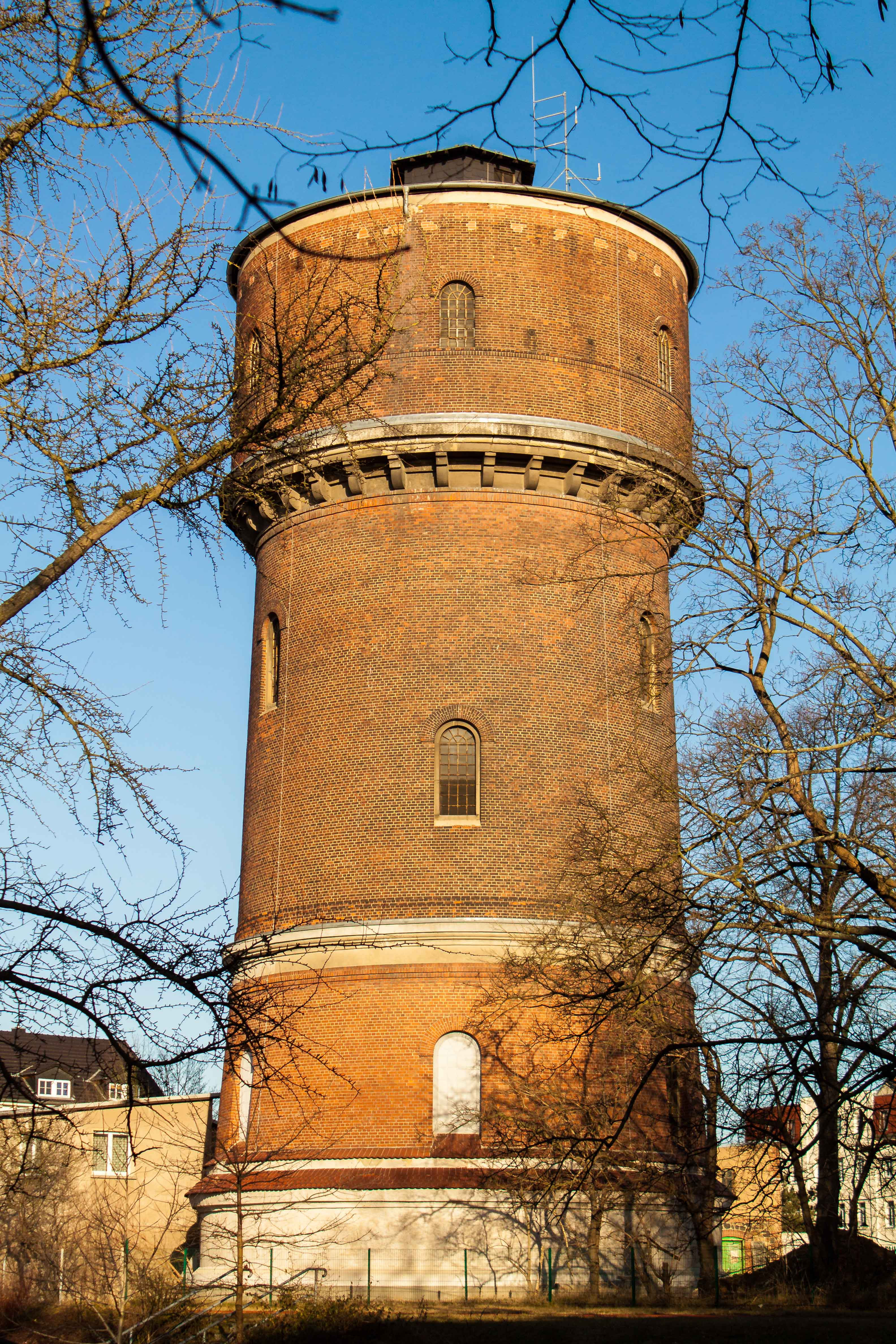
Wasserturm in Wurzen
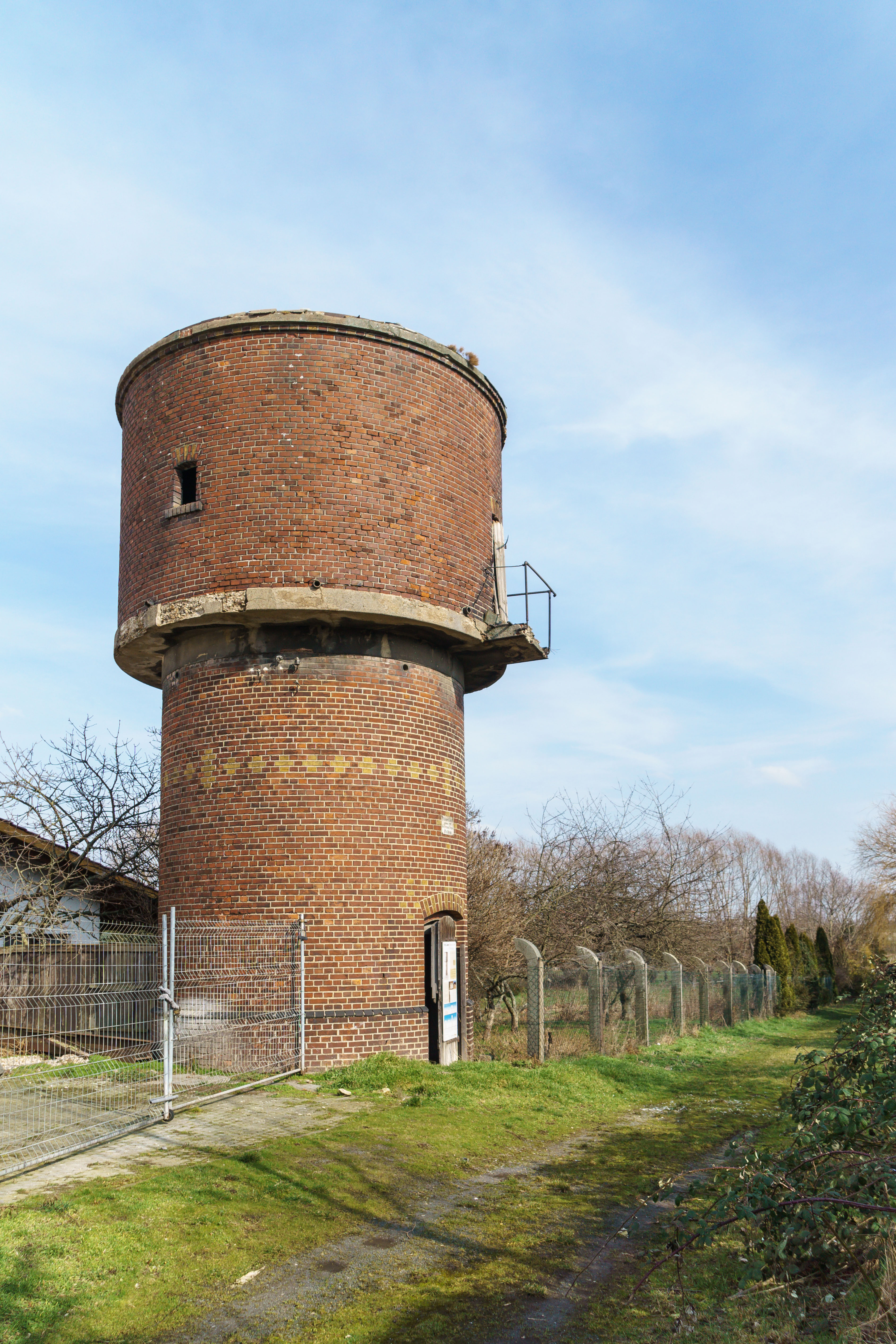
Wasserturm in Roitzsch
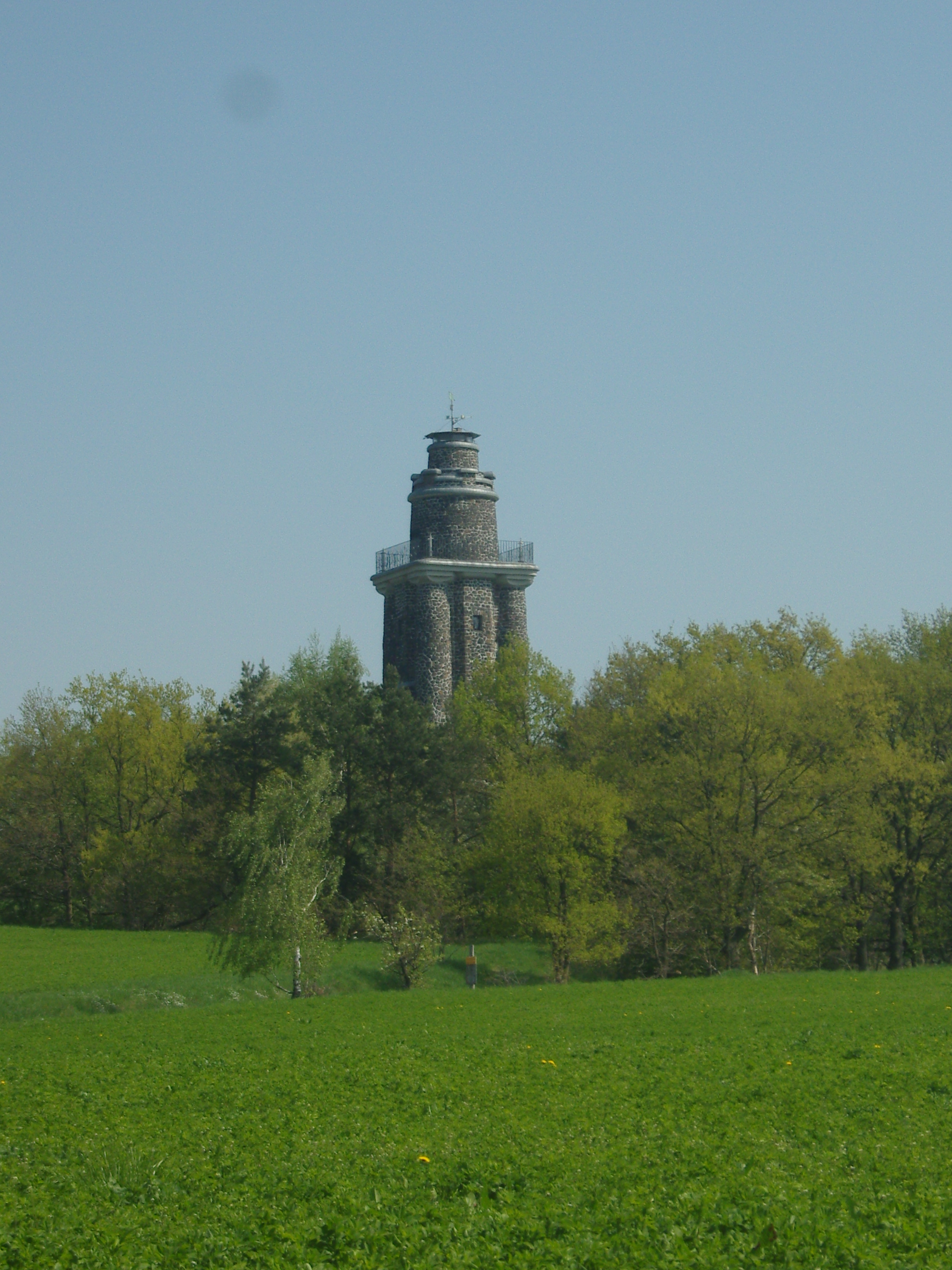
Bismarckturm in Dehnitz
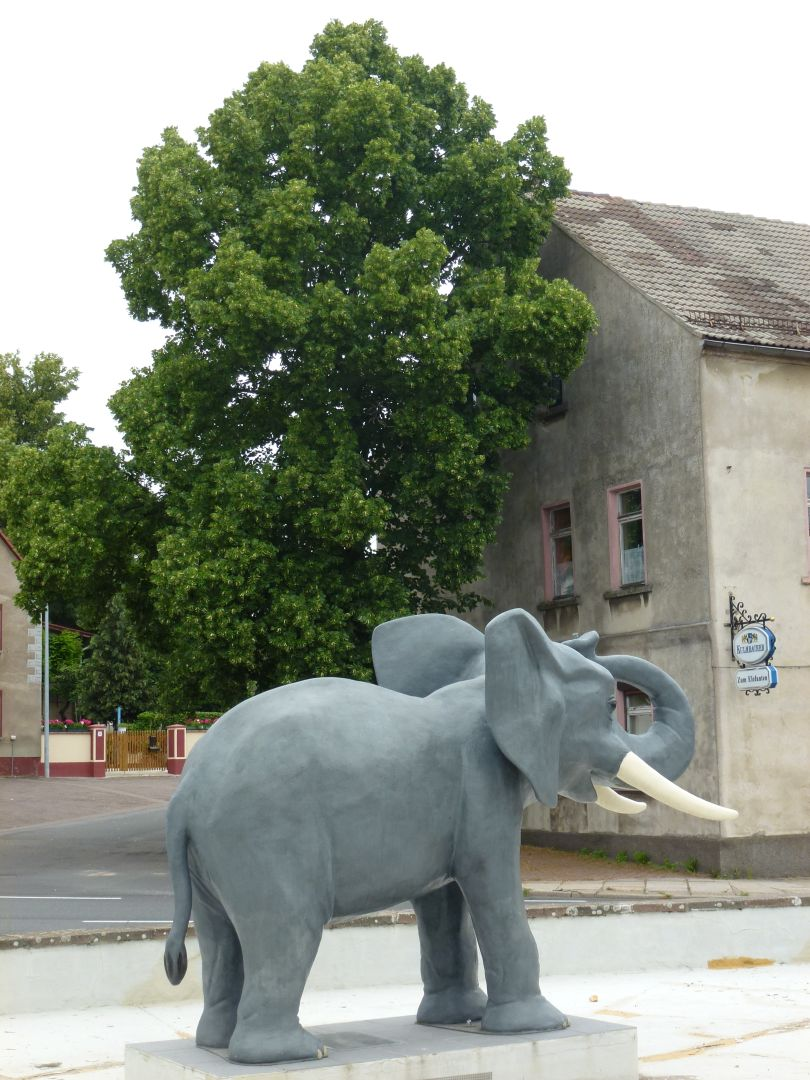
Elefantenbrunnen in Kühren

## Persönlichkeiten

### Ehrenbürger
Folgenden Personen wurde als Anerkennung und Dank für ihre Leistungen die Ehrenbürgerwürde der Stadt Wurzen verliehen (chronologisch):
- 1832: Wolf Friedrich von Jeschke auf Biehla, königlich sächsischer Oberst
- 1857: E. Julius Kauferstein, Archidiakon und Lokalschulinspektor
- 1864: Eduard Friederici, Domkapitular, Geheimer Hofrat, Ritter
- 1869: Carl Ludwig Langbein, Advokat
- 1873: Wilhelm Fischer, königlich sächsischer Bergmeister
- 1879: Franz Maximilian Wielisch, Stifts-Superintendent
- 1884: Richard von Koenneritz auf Lossa, Geheimer Rat, Graf
- 1891: Georg Juel, Unternehmer, Mitbegründer der Wurzener Teppichfabrik, Stadtverordneten-Vorsteher, Initiator des Stadtparks
- 1895: Otto von Bismarck, Reichskanzler
- 1899: Carl August Bäßler, Rentier
- 1929: Hermann Ilgen, Unternehmer, Sport- und Kunstmäzen
- 1998: Hans Imhoff, Unternehmer
- 2005: Horst Schulze, Domdechant und Superintendent i. R.[59]
- 2006: Richard Klinkhardt, Ingenieur[59]
- 2013: Philipp Wende, erfolgreicher Rudersportler aus Wurzen[59]
- 2014: Wolfgang Ebert, Orts- und Regional-Chronist[59][60]
- 2018: Dietrich Hoffmann, Unternehmer[61]

## Varia
- Der Schriftsteller Bernd Wagner wählte in seinem Roman Die Sintflut in Sachsen[62] seine Geburtsstadt als Haupthandlungsort.[63] Der Roman wurde 2019 von MDR Kultur als Hörbuch mit Jörg Schüttauf als Sprecher produziert.[64]
- Wurzen-Studie: Die Soziologin und Fotografin Cordia Schlegelmilch, die von 1990 bis 1996 in Wurzen lebte, führte rund 170 Tiefeninterviews mit Bürgern der Stadt über die Veränderungen nach der Wende; begleitend dokumentierte sie den Umbruch fotografisch. Diese einzigartige, als Wurzen-Studie bekannte Langzeituntersuchung hat Cordia Schlegelmilch in zwei Büchern veröffentlicht.[65][66] Die Internetseite zur Wurzen-Studie[67] präsentiert Fotos der 1990er Jahre. Die Städtische Galerie Wurzen zeigte zwei Ausstellung zur Studie: „Ankunft in O-725 Wurzen. Fotografien 1990–1996“ 2001 und „30 Jahre friedliche Revolution - Eine Stadt erzählt die Wende“ 2019.